# Зовнішня підтримка російського вторгнення в Україну

## Загальна інформація

### Передумови
Після повалення режиму Януковича, росіяни здійснили анексію двох українських адміністративних одиниць — Автономної Республіки Крим та міста Севастополя, а також (до грудня 2014 року) частини півдня Херсонської області.
27 березня 2014 року скликали засідання Генеральної Асамблеї ООН для розгляду питання збройної окупації Росією території України.
| 27 березня 2014 голосування за резолюцію ГА ООН 68/262 |    |       |          |                |       |           |         |      |      |     |                                  |      |         |          |           |        |          |         |       |        |         |       |       |           |          |                   |     |                 |        |           |            |
| 🟩                                                     | 🟥 | Росія | Білорусь | Північна Корея | Сирія | Нікарагуа | Еритрея | Малі | Іран | КНР | Центральноафриканська Республіка | Куба | Ефіопія | Зімбабве | Венесуела | М'янма | Вірменія | Болівія | Судан | Сербія | Бурунді | Нігер | Індія | Казахстан | Камбоджа | Коморські Острови | ПАР | Південний Судан | Уганда | Філіппіни | Узбекистан |
| 100                                                    | 11 | 🟥    | 🟥       | 🟥             | 🟥    | 🟥        | ⬜      | ⬜   | ⬜   | ⬜  | 🟩                               | 🟥   | ⬜      | 🟥       | 🟥        | ⬜     | 🟥       | 🟥      | 🟥    | ⬜     | ⬜      | 🟩    | ⬜    | ⬜        | ⬜       | ⬜                | ⬜  | ⬜              | ⬜     | ⬜        | ⬜         |
| 19 грудня 2016 голосування за резолюція ГА ООН 71/205  |    |       |          |                |       |           |         |      |      |     |                                  |      |         |          |           |        |          |         |       |        |         |       |       |           |          |                   |     |                 |        |           |            |
| 🟩                                                     | 🟥 | Росія | Білорусь | Північна Корея | Сирія | Нікарагуа | Еритрея | Малі | Іран | КНР | Центральноафриканська Республіка | Куба | Ефіопія | Зімбабве | Венесуела | М'янма | Вірменія | Болівія | Судан | Сербія | Бурунді | Нігер | Індія | Казахстан | Камбоджа | Коморські Острови | ПАР | Південний Судан | Уганда | Філіппіни | Узбекистан |
| 70                                                     | 26 | 🟥    | 🟥       | 🟥             | 🟥    | 🟥        | 🟥      | ⬜   | 🟥   | 🟥  | ⬜                               | 🟥   | ⬜      | 🟥       | 🟥        | ⬜     | 🟥       | 🟥      | 🟥    | 🟥     | 🟥      | ⬜    | 🟥    | 🟥        | 🟥       | 🟥                | 🟥  | 🟥              | 🟥     | 🟥        | 🟥         |

На момент початку російської агресії, РФ була членом ОДКБ, у який також входить Білорусь, Вірменія, Казахстан, Киргизстан, Таджикистан. а також Сербія (з 2013 року) та Афганістан (протягом 2013-2021 років) як спостерігачі. РФ також була частиною Митного союзу, до якого входять Білорусь, Вірменія, Казахстан, Киргизстан. Туніс (з 2015 року) та Сирія (з 2011 року) висловлювали наміри долучитися до союзу.
Перед повномасштабним вторгненням, РФ була значним торговельним партнером для наступних країн:
- Білорусь — 35% експорту та 28% імпорту (2021)[6]
- Вірменія — 28% експорту та 37% імпорту (2021)[7][8]
- Казахстан — 12% експорту та 42% імпорту (2021)[9]

### Після початку повномасштабного вторгнення
20 лютого 2024 року британський аналітичний центр The Royal United Services Institute for Defence and Security Studies (RUSI) опублікував свій новий звіт щодо невоєнних загроз з боку Росії. Попри повномасштабну війну, яку Росія веде проти України, Кремль не зупиняється у спробах дестабілізації внутрішньої ситуації в країнах Заходу, підриву підтримки України та намагається послабити позиції країн-партнерів України в країнах Африки та Близького Сходу. Якщо від початку повномасштабного вторгнення використання Росією неконвенційних воєнних загроз щодо країн Заходу зменшилося через руйнування попередніх звʼязків та підходів, то на початок третього року повномасштабної війни Москва змогла напрацювати нові методи боротьби. Вони нині становлять серйозну загрозу країнам НАТО. Російські спецслужби активно прагнуть розширити свої можливості в кількох сферах, які становлять стратегічні загрози для членів НАТО. ГРУ реструктуризує систему управління вербуванням і підготовкою спецпризначенців та перебудовує апарат своїх агентів, щоб мати змогу інфільтровувати їх до європейських країн. Росія активно вдається до дій, які вже отримали визначення «росколоніалізм» — ГРУ взяло на себе функції групи «Вагнера» і агресивно розширює свої партнерські зв’язки в Африці з чітким наміром витіснити західні партнерства. Імідж та звʼязки глави Чечні Рамзана Кадирова використовуються для створення широкої мережі впливу серед чеченського і мусульманського населення в Європі та на Близькому Сході.
Наприкінці лютого у Москві відбулася міжпалестинська зустріч, на яку РФ запросила всі палестинські організації, включаючи ХАМАС та «Ісламський джихад».
Згідно з інформацією, оприлюдненою у WSJ 3 березня 2024 року, керівництво РФ скористалося масовою втечею росіян від мобілізації, щоб відправити своїх шпигунів до Європи. Росія агресивно відновила шпигунську війну із Заходом, повідомило Financial Times з посиланням на коментарі західних чиновників та офіцерів.
У липні 2024 року ряд представників деяких європейських та американських університетів підписали відкритий лист, у якому закликали не запрошувати Україну до Північноатлантичного альянсу через те, що в результаті таких дій може розпочатися «війна між НАТО і РФ».

#### Голосування в ООН
| 2 березня 2022 резолюція ГА ООН ES-11/2                                                            |    |       |          |                |       |           |         |      |      |     |                                  |      |         |          |           |        |          |         |       |        |         |       |              |                      |       |          |         |                    |       |     |
| 🟩                                                                                                 | 🟥 | Росія | Білорусь | Північна Корея | Сирія | Нікарагуа | Еритрея | Малі | Іран | КНР | Центральноафриканська Республіка | Куба | Ефіопія | Зімбабве | Венесуела | М'янма | Вірменія | Болівія | Судан | Сербія | Бурунді | Нігер | Буркіна-Фасо | Екваторіальна Гвінея | Гаїті | Угорщина | Ізраїль | Маршаллові острови | Палау | США |
| 141                                                                                                | 5  | 🟥    | 🟥       | 🟥             | 🟥    | ⬜        | 🟥      | ⬜   | ⬜   | ⬜  | ⬜                               | ⬜   | ⬜      | ⬜       | ⬜        | ⬜     | ⬜       | ⬜      | ⬜    | 🟩     | ⬜      | 🟩    | ⬜           | ⬜                   | ⬜    | 🟩       | 🟩      | ⬜                 | ⬜    | 🟩  |
| 12 жовтня 2022 резолюція ГА ООН ES-11/4                                                            |    |       |          |                |       |           |         |      |      |     |                                  |      |         |          |           |        |          |         |       |        |         |       |              |                      |       |          |         |                    |       |     |
| 🟩                                                                                                 | 🟥 | Росія | Білорусь | Північна Корея | Сирія | Нікарагуа | Еритрея | Малі | Іран | КНР | Центральноафриканська Республіка | Куба | Ефіопія | Зімбабве | Венесуела | М'янма | Вірменія | Болівія | Судан | Сербія | Бурунді | Нігер | Буркіна-Фасо | Екваторіальна Гвінея | Гаїті | Угорщина | Ізраїль | Маршаллові острови | Палау | США |
| 143                                                                                                | 5  | 🟥    | 🟥       | 🟥             | 🟥    | 🟥        | ⬜      | ⬜   | ⬜   | ⬜  | ⬜                               | ⬜   | ⬜      | ⬜       | ⬜        | ⬜     | ⬜       | ⬜      | ⬜    | 🟩     | ⬜      | 🟩    | ⬜           | ⬜                   | ⬜    | 🟩       | 🟩      | ⬜                 | ⬜    | 🟩  |
| 14 листопада 2022 резолюція ГА ООН A/ES-11/L.6                                                     |    |       |          |                |       |           |         |      |      |     |                                  |      |         |          |           |        |          |         |       |        |         |       |              |                      |       |          |         |                    |       |     |
| 🟩                                                                                                 | 🟥 | Росія | Білорусь | Північна Корея | Сирія | Нікарагуа | Еритрея | Малі | Іран | КНР | Центральноафриканська Республіка | Куба | Ефіопія | Зімбабве | Венесуела | М'янма | Вірменія | Болівія | Судан | Сербія | Бурунді | Нігер | Буркіна-Фасо | Екваторіальна Гвінея | Гаїті | Угорщина | Ізраїль | Маршаллові острови | Палау | США |
| 94                                                                                                 | 14 | 🟥    | 🟥       | 🟥             | 🟥    | 🟥        | 🟥      | 🟥   | 🟥   | 🟥  | 🟥                               | 🟥   | 🟥      | 🟥       | ⬜        | ⬜     | ⬜       | ⬜      | ⬜    | ⬜     | ⬜      | 🟩    | ⬜           | ⬜                   | ⬜    | 🟩       | 🟩      | ⬜                 | ⬜    | 🟩  |
| 23 лютого 2023 резолюція ГА ООН A/ES-11/L.7                                                        |    |       |          |                |       |           |         |      |      |     |                                  |      |         |          |           |        |          |         |       |        |         |       |              |                      |       |          |         |                    |       |     |
| 🟩                                                                                                 | 🟥 | Росія | Білорусь | Північна Корея | Сирія | Нікарагуа | Еритрея | Малі | Іран | КНР | Центральноафриканська Республіка | Куба | Ефіопія | Зімбабве | Венесуела | М'янма | Вірменія | Болівія | Судан | Сербія | Бурунді | Нігер | Буркіна-Фасо | Екваторіальна Гвінея | Гаїті | Угорщина | Ізраїль | Маршаллові острови | Палау | США |
| 141                                                                                                | 7  | 🟥    | 🟥       | 🟥             | 🟥    | 🟥        | 🟥      | 🟥   | ⬜   | ⬜  | ⬜                               | ⬜   | ⬜      | ⬜       | ⬜        | ⬜     | ⬜       | ⬜      | ⬜    | 🟩     | ⬜      | 🟩    | ⬜           | ⬜                   | ⬜    | 🟩       | 🟩      | ⬜                 | ⬜    | 🟩  |
| 15 листопада 2023 резолюція ГА ООН A/C.3/78/L.42                                                   |    |       |          |                |       |           |         |      |      |     |                                  |      |         |          |           |        |          |         |       |        |         |       |              |                      |       |          |         |                    |       |     |
| 🟩                                                                                                 | 🟥 | Росія | Білорусь | Північна Корея | Сирія | Нікарагуа | Еритрея | Малі | Іран | КНР | Центральноафриканська Республіка | Куба | Ефіопія | Зімбабве | Венесуела | М'янма | Вірменія | Болівія | Судан | Сербія | Бурунді | Нігер | Буркіна-Фасо | Екваторіальна Гвінея | Гаїті | Угорщина | Ізраїль | Маршаллові острови | Палау | США |
| 78                                                                                                 | 15 | 🟥    | 🟥       | 🟥             | 🟥    | 🟥        | 🟥      | 🟥   | 🟥   | 🟥  | 🟥                               | 🟥   | ⬜      | 🟥       | ⬜        | ⬜     | ⬜       | ⬜      | 🟥    | ⬜     | 🟥      | 🟥    | ⬜           | ⬜                   | ⬜    | 🟩       | 🟩      | ⬜                 | ⬜    | 🟩  |
| 11 липня 2024 резолюція ГА ООН щодо ядерної безпеки                                                |    |       |          |                |       |           |         |      |      |     |                                  |      |         |          |           |        |          |         |       |        |         |       |              |                      |       |          |         |                    |       |     |
| 🟩                                                                                                 | 🟥 | Росія | Білорусь | Північна Корея | Сирія | Нікарагуа | Еритрея | Малі | Іран | КНР | Центральноафриканська Республіка | Куба | Ефіопія | Зімбабве | Венесуела | М'янма | Вірменія | Болівія | Судан | Сербія | Бурунді | Нігер | Буркіна-Фасо | Екваторіальна Гвінея | Гаїті | Угорщина | Ізраїль | Маршаллові острови | Палау | США |
| 99                                                                                                 | 9  | 🟥    | 🟥       | 🟥             | 🟥    | 🟥        | 🟥      | 🟥   | ⬜   | ⬜  | ⬜                               | 🟥   | ⬜      | ⬜       | ⬜        | 🟩     | ⬜       | ⬜      | ⬜    | 🟩     | 🟥      | ⬜    | ⬜           | ⬜                   | ⬜    | 🟩       | 🟩      | ⬜                 | ⬜    | 🟩  |
| 18 грудня 2024 резолюція ГА ООН про порушення прав людини в окупованому Криму                      |    |       |          |                |       |           |         |      |      |     |                                  |      |         |          |           |        |          |         |       |        |         |       |              |                      |       |          |         |                    |       |     |
| 🟩                                                                                                 | 🟥 | Росія | Білорусь | Північна Корея | Сирія | Нікарагуа | Еритрея | Малі | Іран | КНР | Центральноафриканська Республіка | Куба | Ефіопія | Зімбабве | Венесуела | М'янма | Вірменія | Болівія | Судан | Сербія | Бурунді | Нігер | Буркіна-Фасо | Екваторіальна Гвінея | Гаїті | Угорщина | Ізраїль | Маршаллові острови | Палау | США |
| 81                                                                                                 | 14 | 🟥    | 🟥       | 🟥             | ⬜    | 🟥        | 🟥      | 🟥   | 🟥   | 🟥  | ⬜                               | 🟥   | ⬜      | 🟥       | ⬜        | 🟩     | ⬜       | ⬜      | 🟥    | ⬜     | 🟥      | 🟥    | 🟥           | ⬜                   | ⬜    | 🟩       | 🟩      | ⬜                 | ⬜    | 🟩  |
| 24 лютого 2025 резолюція ГА ООН «Просування всеосяжного, справедливого і тривалого миру в Україні» |    |       |          |                |       |           |         |      |      |     |                                  |      |         |          |           |        |          |         |       |        |         |       |              |                      |       |          |         |                    |       |     |
| 🟩                                                                                                 | 🟥 | Росія | Білорусь | Північна Корея | Сирія | Нікарагуа | Еритрея | Малі | Іран | КНР | Центральноафриканська Республіка | Куба | Ефіопія | Зімбабве | Венесуела | М'янма | Вірменія | Болівія | Судан | Сербія | Бурунді | Нігер | Буркіна-Фасо | Екваторіальна Гвінея | Гаїті | Угорщина | Ізраїль | Маршаллові острови | Палау | США |
| 93                                                                                                 | 18 | 🟥    | 🟥       | 🟥             | ⬜    | 🟥        | 🟥      | 🟥   | ⬜   | ⬜  | 🟥                               | ⬜   | ⬜      | ⬜       | ⬜        | 🟩     | ⬜       | ⬜      | 🟥    | 🟩     | 🟥      | 🟥    | 🟥           | 🟥                   | 🟥    | 🟥       | 🟥      | 🟥                 | 🟥    | 🟥  |
| 24 лютого 2025 резолюція ГА ООН щодо третьої річниці російської війни                              |    |       |          |                |       |           |         |      |      |     |                                  |      |         |          |           |        |          |         |       |        |         |       |              |                      |       |          |         |                    |       |     |
| 🟩                                                                                                 | 🟥 | Росія | Білорусь | Північна Корея | Сирія | Нікарагуа | Еритрея | Малі | Іран | КНР | Центральноафриканська Республіка | Куба | Ефіопія | Зімбабве | Венесуела | М'янма | Вірменія | Болівія | Судан | Сербія | Бурунді | Нігер | Буркіна-Фасо | Екваторіальна Гвінея | Гаїті | Угорщина | Ізраїль | Маршаллові острови | Палау | США |
| 89                                                                                                 | 8  | 🟥    | 🟥       | 🟥             | ⬜    | 🟥        | ⬜      | 🟥   | ⬜   | ⬜  | ⬜                               | ⬜   | ⬜      | ⬜       | ⬜        | 🟩     | 🟩       | ⬜      | 🟥    | ⬜     | ⬜      | 🟥    | 🟥           | ⬜                   | ⬜    | ⬜       | ⬜      | 🟩                 | ⬜    | ⬜  |

#### Інше
7 грудня 2023 року стало відомо, що Національне агентство з питань запобігання корупції (НАЗК) запускає першу в світі відкриту базу даних іноземних компонентів у російській зброї.

## Участь РФ у міжнародних військових навчаннях

### 2022
У вересні 2022 року РФ провела військові навчання «Схід-2022», у яких також взяли участь представники інших країн — Китаю, Індії (50 військових), Білорусі (250 військових), Таджикистану та Монголії.

### 2023
У липні 2023 року Росія та КНР проводили спільні військово-морські навчання «Північ/Взаємодія – 2023» у Японському морі.

### 2024
У березні 2024 року, у спільних навчаннях під назвою «Морський пояс безпеки - 2024» РФ спільно з Іраном і КНР провели навчання за участі військових кораблів в Оманській затоці та Аравійському морі. 21 вересня 2024 року У Тихому океані біля Владивостоку РФ відбулися спільні військові навчання Росії та Китаю на бойових кораблях «Бейбу/Взаємодія — 2024». 18-26 вересня 2024 року відбулися військові навчання із військовими Лаосу. У листопаді РФ вперше долучилася до військових навчань у Яванському морі разом з Індонезією.

### 2025
У березні 2025 року Китай, Росія та Іран проведуть спільні навчання в Оманській затоці Навчання під назвою Security Nexus-2025 відбуватимуться біля іранського узбережжя.
У квітні 2025 року Індія та Росія провели навчання флотів у Бенгальській затоці. Протягом трьох днів моряки двох країн відпрацювали тактичне маневрування у складі спільних груп, удосконалювали практичні навички боротьби з безпілотними літальними апаратами (БпЛА) та безекіпажними катерами умовного супротивника.
30 липня 2025 року стало відомо що ВМС Китаю та Росії у серпні проведуть в акваторії Японського моря поблизу Владивостока спільні щорічні навчання «Морська взаємодія-2025», а також спільне морське патрулювання у Тихому океані.

## Країни які здійснюють підтримку російському вторгненню
Після початку російського повномасштабного вторгнення більшість країн світу підтримала Україну у голосуваннях ООН, близько 100 країн надіслали гуманітарну допомогу, а близько 50 — військову. Однак ряд країн та режимів надавав або надає пряму збройну підтримку Російській Федерації.
У серпні 2025 року Центр стратегічних і міжнародних досліджень (CSIS) провів дослідження, присвячене зростаючій співпраці між Китаєм, Росією, Іраном та Північною Кореєю, що отримала назву «вісь CRINK». У межах цього дослідження фахівці центру визначили зростаючу роль цих чотирьох країн, які здійснюють спільні дії як проти України, так і проти країн Заходу, зокрема США та Європи.
Це неформальна коаліція, яка, хоча й не є офіційним альянсом, демонструє посилене стратегічне партнерство, спрямоване на протистояння західному домінуванню та створення багатополярного світового порядку.
Основними рушійними силами цього зближення є спільна опозиція до лідерства США в міжнародних справах, прагнення до економічної автономії та відмова від західних санкцій. Зокрема, Росія, зазнаючи тиску з боку міжнародної спільноти через війну в Україні, зміцнила свої економічні зв’язки з Китаєм, який став найбільшим торговим партнером Москви.

### Білорусь
Лукашенко, будучи обраним на президентських виборах Білорусі 1994 року, вступив у конфлікт з парламентом у 1996 році і узурпував всю владу, у листопаді того ж року замінивши обраний парламент на відібраних ним представників, та численними законами і актами після цього.
Впродовж його правління влада оголошувала переможний для себе результат на всіх без винятку виборах, що час від часу спричиняло погіршення відносин із демократичними державами (передусім чергу США та ЄС) та санкційний тиск і мітинги опозиції, найбільшими з них були: протести проти підписання Союзного договору з Росією у 1996—1997 роках, проти фальсифікації виборів 2006 та 2010 років, проти політичних репресій у 2011 році та протести в Білорусі 2020-2021 років, які стали найчисленнішими та найжорстокіше придушеними. Також відомо про протести проти російського вторгнення в перші дні.
Після жорстокого придушення народних протестів у 2020—2021 роках в Україні збільшилася діаспора опозиційно налаштованих білорусів, які під час вторгнення сформували Полк імені Кастуся Калиновського.
Розпочавши широкомасштабну війну проти України 24 лютого, РФ для безпосереднього вторгнення на правобережжя Київщини — Бучу, Ірпінь, Гостомель, Іванків, Чорнобильську АЕС — використала територію Білорусі. Режим Олександра Лукашенка з перших днів вторгнення поширював російську пропаганду, а представник РБ підтримував позицію РФ з питань, повʼязаних з Україною у голосуваннях ООН. У березні 2024 року білоруський диктатор привітав Путіна з черговим переобранням на псевдовиборах.
Постачання зброї та військова підтримка
Білорусь була помічена у постачанні зброї та боєприпасів із своїх складів, білоруські підприємства співпрацюють із російським ВПК, проводячи ремонти та модернізації російської військової техніки.

### Іран
Впродовж 2000-х та 2010-х Іран та Російська Федерація поступово збільшували співпрацю у військовій сфері, Ірану був замовником ряду озброєнь російського виробництва, у тому числі авіації.
Під час російського вторгнення влада Ірану надала всебічну підтримку РФ. З осені 2022 року помічене масове використання іранської зброї російськими військовими. Україна офіційно вважає Іран співучасником Росії у злочині агресії, воєнних злочинах та терористичних актах проти неї. За це у травні 2023 року проти республіки на 50 років було введено секторальні спеціальні економічні та інші обмежувальні заходи (санкції). Вище керівництво Ірану неодноразово поширювало тези російської пропаганди, піддавало сумніву суверенітет України та закликало до припинення звільнення українських територій, поширювало російське колоніальне бачення української історії. Окремі чиновники та підконтрольні владі агенції новин звинувачує США у російському нападі на Україну та закликає до припинення підтримки України. У березні 2024 року влада Ірану привітала Путіна з черговим переобранням на псевдовиборах.
Торгівля з окупованими територіями
Іран був одним із покупців зерна, вкраденого РФ на окупованих українських територіях. Згідно матеріалу, опублікованого у вересні 2024 року, Іран залишається ключовим імпортером українського зерна, яке продає РФ з окупованих українських регіонів.
Постачання зброї та військова підтримка
Відомо про понад 3800 БПЛА Shahed 136 які росіяни випустили по Україні з вересня 2022 року, а також постачання БПЛА Shahed 129, Shahed 131, Shahed 191 та Mohajer-6. 8 січня 2024 року українська протиповітряна оборона збила перший ударний дрон «Shahed 238» з китайським реактивним двигуном.
Іран постачає Росії не тільки БПЛА та боєприпаси, а й порох для реактивних снарядів і стволів для 122-мм гаубиць Д-30 і 125-мм для танків Т-72, згідно інформації у відкритих джерелах. У березні 2023 року стало відомо про постачання 300 000 артилерійських пострілів. Також відомо про постачання польового спорядження та ПТРК та авіабомб. Відомо про продаж як і набоїв власного виробництва — так і виробництва КНДР та КНР.

### Північна Корея
Північнокорейський режим, який підтримувався СРСР і КНР, опинився без підтримки у 1990-х через що зазнав глибокої кризи а також голоду. З приходом до влади Путіна і збільшенням російських нафтових доходів, пожвавилися і російсько-північнокорейські відносини. Лідер КНДР відвідував РФ у 2001, 2002, 2011 та 2019 роках.
Вище керівництво КНДР, чиновники та підконтрольні владі агенції новин неодноразово поширювали тези російської пропаганди, піддавало сумніву суверенітет України та закликало до припинення звільнення українських територій, поширювало російське колоніальне бачення української історії. 13 липня 2022 року стало відомо що Україна розірвала дипломатичні відносини з КНДР у відповідь на визнання останньою суверенітету самопроголошених Донецької та Луганської «народних республік». У березні 2024 року Кім Чен Ин привітав російського диктатора Путіна з черговим переобранням на псевдовиборах.
Постачання зброї та військова підтримка
Станом на листопад 2023 року, Північна Корея з серпня відправила в РФ понад мільйон артилерійських снарядів. У жовтні 2024 року стало відомо про присутність військових КНДР у Донецькій області, (невеликих кількостей інженерних військ) у звʼязку з тим, що велика кількість боєприпасів з КНДР є поганої якості.
23 лютого 2025 року глава військової розвідки Кирило Буданов заявив що, Північна Корея забезпечує 50% боєприпасів, які потребує РФ для повномасштабної війни проти України.
Окрім боєприпасів, північнокорейський режим помічений у постачанні ракет KN-23, протитанкових ракетних комплексів Bulsae-4, північнокорейські копії ракет до ПТРК «Конкурс», 7.62-мм кулемети Type 73, САУ M1989 Koksan, 240-мм РСЗВ, гармати Д-74, 122-мм РСЗВ замасковані під цивільні вантажівки та невідомий ЗРК/РЛС.

### Мʼянма
У листопаді 2020 року у Мʼянмі відбулися вибори на яких перемогла партія Су Чжі. Група військових захопила владу в М'янмі на початку 2021 року та арештувала переможця виборів. Варто зазначити, що єдина причина, чому уряд М'янми не став на бік Росії в ООН, полягає в тому, що військовий уряд не контролює делегацію ООН. Делегація ООН від попереднього уряду. Хунта М'янми підтримує вторгнення Росії в Україну.
У лютому 2025 року М'янма та РФ підписали меморандум про інвестиційне співробітництво в особливій економічній зоні в Давей, включаючи будівництво порту та нафтопереробного заводу.
Постачання зброї та військова підтримка
5 червня 2023 року стало відомо що РФ скуповує назад у військової хунти М'янми запчастини до раніше проданих російських танків. 26 липня у використанні російських військових було помічено 120-мм постріл до міномету 120ER виробництва Мʼянми, а 2 вересня — 120-мм постріл до міномету 120 HE MK II.
| назва                | тип                        | к-ть | подробиці |
| -------------------- | -------------------------- | ---- | --- |
| запчастини до танків | запчастини до танків       | —    | 05.06.23 стало відомо що РФ скуповує назад у військової хунти М'янми запчастини до раніше проданих російських танків |
| 120ER                | 120-мм постріл до міномету | —    | 26.07.23 помічено у використанні російських військових                                                               |
| 120 HE MK II         | 120-мм постріл до міномету | —    | 02.09.23 помічено у використанні російських військових                                                               |

### КНР
Офіційні представники КНР публічно відмовилися постачати китайську зброю обидвом сторонам конфлікту однак КНР активно постачала нелетальну зброю, БпЛА а також промислове обладнання (у тому числі необхідне для виготовлення військових компонентів та деталей), переважно підтримувала РФ у голосуваннях ООН та поширювала російську пропаганду, у тому числі звинувачуючи США та НАТО у російському нападі на Україну. КНР публічно заперечує надання будь-якої військової допомоги Росії, але тамтешні компанії, зокрема держпідприємства, продавали російським військовим продукцію подвійного призначення, стрілецьку зброю, дрони, навігаційне обладнання та захисне спорядження, йдеться у звіті Міноборони США про яке стало відомо у жовтні 2023.
31 грудня 2023 року була оприлюднена інформація про ріст у понад 800% експорту засобів транспорту з КНР до РФ з моменту повномасштабного вторгнення. Впродовж 2023 року РФ поставила до Китаю рекордні 107,02 мільйона тонн сирої нафти, що еквівалентно 2,14 мільйона барелів на добу і стала найбільшим постачальником нафти до КНР.
У звіті американської розвідки щодо оцінки загроз у 2024 році (згідно інформації від Reuters, опублікованої у березні) йдеться про економічну допомогу Росії з боку Китаю та зростання торгівлі між Китаєм і Росією з початку війни в Україні, зокрема з 2022 року більш ніж утричі збільшився експорт китайських товарів, які можуть бути використані у військових цілях. 4 січня 2024 року стало відомо що постачання з КНР до РФ високотехнологічних верстатів зросли в десять разів після початку повномасштабного вторгнення в Україну.
Відомо про контракт на постачання 2 127 мото-всюдиходів AODES Desertcross 1000-3 для ЗС РФ. Також у 2023 році були помічені (могли бути придбані перед вторгненням) легкі броньовані машини ShaanXi Tiger у користуванні підрозділами Рамзана Кадирова.
2023 року на Китай припадало близько 90% російського імпорту товарів, включених до списку пріоритетного експортного контролю країнами G7.
22 травня 2024 року міністр оборони Великої Британії заявив що у його розвідки є інформація про постачання летальної зброї до РФ. У липні, згідно інформації від Bloomberg стало відомо що китайські та російські компанії розробляють безпілотник, що є аналогом іранського ударного дрона Shahed. У липні стало відомо що КНР від липня 2022 року вдесятеро наростила поставки до РФ сучасних верстатів для виробництва зброї.
24 липня стало відомо що Гонконг став ключовим помічником Росії в обході санкцій. Зазначається, що після початку великої війни експорт Гонконгу до Росії впав, але потім протягом кількох місяців майже подвоївся порівняно з довоєнним. У жовтні 2022 року голова адміністрації Гонконгу Джон Лі заявив, що територія не буде дотримуватися глобальних санкцій проти Росії, а вже у 2023 році майже 40% експорту з Гонконгу в Росію (750 млн дол з 2 млрд дол протягом серпня-грудня 2023 року) складали товари з переліку пріоритетних, що є життєво важливими для російської агресії. Серед них – напівпровідники й мікросхеми, які потрібні для виробництва високотехнологічної зброї та систем зв’язку.
10 вересня 2024 року Заступник держсекретаря США Курт Кемпбелл заявив, що Китай безпосередньо допомагає російській військовій машині, підтримуючи її зусилля з ведення війни проти України. 27 вересня з посиланням на «західного посадовця» газета The Times повідомила, що захід отримав докази таємного постачання зброї до Росії з КНР – неназваної китайська компанія була помічена в поставках до Росії «низки спеціальних військових безпілотників», які застосовувались в Україні.
17 жовтня 2024 року міністерство фінансів США ввело санкції проти юридичних і фізичних осіб, причетних до виробництва ударних далекобійних дронів «Гарпія». Це були перші санкції США, запроваджені проти китайських підприємств, які безпосередньо розробляють і виробляють цілі системи озброєнь у партнерстві з російськими фірмами.
У лютому 2025 року стало відомо про щонайменше десяток приватних китайських компаній активно співпрацює з окупованими територіями Донеччини та Луганщини, постачаючи місцевим підприємствам або устаткування, або інші товари.
Після погіршення українсько-американських відносин вперше були помічені репортажі китайських журналістів що висвітлювати війну з українського боку.
25 травня Служба зовнішньої розвідки України зібрала та підтвердила дані про постачання Китаєм обладнання та компонентів для виробництва боєприпасів на підприємства російського оборонно-промислового комплексу.
«Є інформація, що Китай постачає верстати, спецхімію, порох і компоненти саме на підприємства військового призначення. Ми маємо підтверджені дані по 20 російських заводах. Крім того, за його словами, у 2024–2025 роках зафіксовано щонайменше п’ять фактів авіаційної співпраці з КНР. Йдеться про обладнання, запчастини та документацію. У шістьох випадках відбувалося постачання великих партій спецхімії.» — повідомив голова Служби зовнішньої розвідки України Олег Іващенко.
За інформацією Служби зовнішньої розвідки України, на початок 2025 року 80 % критичної електроніки для російських дронів — китайського походження.

### Киргизстан
Відомо про щонайменше 3 знищених громадян Киргизстану станом на 1 грудня 2023 року.
14 вересня 2022 року стало відомо що Росія використовувала Киргизстан (авіабаза Кант) для тренування та перекидання своїх військових в Україну. У листопаді 2023 року стало відомо що німецький експорт автомобілів і запчастин до Киргизстану зріс на 5500% після повномасштабного вторгнення росії в Україну, згідно публікації головний економіст Інституту міжнародних фінансів Робін Брукс.
У березні 2024 року влада Киргизстану привітала російського диктатора з черговим переобранням на псевдовиборах.
У квітні 2025 року правоохоронці Киргизстану затримали працівників мерії та місцеву журналістку, яких підозрюють у вербуванні найманців для участі у війні проти України.

### Таджикистан
Відомо про щонайменше 60 знищених громадян Таджикистану станом на 1 грудня 2023 року.
14 вересня 2022 року стало відомо що Росія використовувала Таджикистан (Душанбе і Бохтарі) для тренування та перекидання своїх військових в Україну. 12 грудня 2023 року фізичні та юридичні особи з Таджикистану потрапили під нові масштабні санкції США проти Росії та країн, що допомагають їй у війні проти України.
У березні 2024 року авторитарний лідер Таджикистану Емомалі Рахмон привітав російського диктатора Путіна з черговим переобранням на псевдовиборах.

### Узбекистан
Відомо про щонайменше 61 знищених громадян Узбекистану станом на 1 грудня 2023 року.
У січні 2024 року стало відомо що Узбекистан збільшив продаж Росії бавовни та її похідних, які використовуються для виробництва пороху та вибухівки. За даними зовнішньоторговельної бази даних ООН (UN Comtrade), у 2021 році Казахстан та Узбекистан відвантажили в РФ бавовняної целюлози на 4 млн дол. У 2022-му, першому році великої війни, ця цифра зросла на 150% до 10 млн дол. За девʼять місяців 2023 року лише Узбекистан експортував в РФ бавовни та целюлози на 9 млн дол, тобто річний обсяг може бути більшим на чверть.
У березні 2024 року влада Узбекистану привітала Путіна з черговим переобранням на псевдовиборах. У вересні стало відомо що логістична компанія Bek Broker з Узбекистану протягом 2023–2024 років допомогла в обхід санкцій та обмежень доставляти з західних країн до РФ, підсанкційні предмети розкоші, у тому числі витвори мистецтва.

### Казахстан
Експорт Казахстану до РФ у 2023 році зріс за період з початку повномасштабного вторгнення на 57% відносно аналогічного періоду попереднього року.
У січні 2024 року стало відомо що Казахстан збільшив продаж Росії бавовни та її похідних, які використовуються для виробництва пороху та вибухівки. За даними зовнішньоторговельної бази даних ООН (UN Comtrade), у 2021 році Казахстан та Узбекистан відвантажили в РФ бавовняної целюлози на 4 млн дол. У 2022-му, першому році великої війни, ця цифра зросла на 150% до 10 млн дол. У березні 2024 року авторитарна влада Казахстану привітала Путіна з черговим переобранням на псевдовиборах.
12 вересня проєкт InformNapalm повідомив, що Казахстанська компанія ARC Group обслуговує російські Су-30СМ в обхід санкцій, використовуючи французьке обладнання Thales і Safran, спираючись на результати свого розслідування. Завдяки добутим документам та свідченням, розвідувальному проєкту вдалося знайти підтвердження того, що російський уряд використовує казахстанську компанію ARC Group для обслуговування власних винищувачів.

### Хусити
Влітку 2024 року стало відомо що РФ готувалася доставити ракети та іншу військову техніку повстанцям-хуситам в Ємені наприкінці минулого місяця, але в останню хвилину передумала завдяки зусиллям США та Саудівської Аравії, однак відправила консультантів з ГРУ.
24 листопада видання Financial Times повідомило що до російської армії завербовували сотні єменців для участі у війні проти України, їм обіцяли роботу в Росії з високою зарплатою та російське громадянство. Роботу обіцяла компанія, пов'язана із хуситами. Коли єменці приїжджали до РФ, їх змушували підписати контракти з міністерством оборони та відправляли на війну.

## Країни які підтримують російську економіку
19 червня 2024 року стало відомо що РФ скуповує у Китаї вживане японське обладнання Tsugami для виробництва озброєнь на своїх підприємствах. Аналіз цих закупівель оприлюднив вашингтонський аналітичний центр перспективних оборонних досліджень (C4ADS), Москва таким чином намагається оминути західні санкції та експортний контроль, спрямовані на стримування російської військової промисловості.

### Індія
Впродовж 2022-2023 Індія стала одним із найбільших спонсорів російського режиму, в першу чергу через придбання російської нафти. У серпні 2024 року Індія стала найбільшим імпортером російської нафти, випередивши Китай.
У вересні 2024 року стало відомо що РФ таємно купувала компоненти для військової промисловості в Індії. У жовтні 2022 року Міністерство промисловості та торгівлі РФ, відповідальне за оборонне виробництво, розробило конфіденційні плани витратити близько 82 мільярдів рупій (приблизно 1 мільярд доларів) на придбання критичних електронних компонентів через канали в Індії, приховані від західних урядів. Митні дані показують, що Індія тоді постачала до РФ електронне обладнання, включаючи БпЛА та компоненти для радіоелектронних систем.
У жовтні 2024 року стало відомо що Індія наростила експорт критично важливих підсанкційних технологій до Росії – згідно інформації від Bloomberg. Обсяг індійського експорту товарів, що підпадають під обмеження (в тому числі мікросхем та верстатів) до Росії перевищив 60 мільйонів доларів щомісяця у квітні та травні. Це вдвічі більше, ніж у попередні місяці цього року. Вже в липні ця сума сягнула 95 мільйонів, за цим показником Індію обганяє лише Китай.
Згідно інформації від Bloomberg станом на жовтень 2024, Індія відіграє ключову роль як посередник у постачанні РФ потужних ШІ-технологій, попри західні санкції. Також справжнім джерелом технологій виступає Малайзія, а ключовими постачальниками є індійські компанії Shreya Life Sciences та Hayers Infotech Private Limited. Окрім фармацевтики, Shreya Life Sciences займається експортом технологічного обладнання.
12 грудня 2024 року російська державна нафтова компанія «Роснєфть» погодилася постачати майже 500 000 барелів сирої нафти на день індійському приватному нафтопереробнику Reliance. Це найбільша в історії угода про постачання нафти між цими країнами.
Участь громадян Індії у вторгненні в Україну
8 березня 2024 року Індія заявила про розкриття «великої мережі торгівлі людьми», яка обіцяла молодим людям роботу в Росії та заманювала їх на війну проти України. Щонайменше двоє чоловіків, які поїхали до Росії, сподіваючись працювати «помічниками» в армії, загинули на фронті, повідомили їхні родини. Посольство Індії в Росії підтвердило одну з цих смертей. Відомо також про кількох тяжкопоранених. У кримінальній справі йдеться, що деяким із чоловіків також пропонували вступ до «сумнівних приватних університетів» у РФ разом із «безкоштовним продовженням візи зі знижкою». Там додали, що громадян Індії відправили на передову «всупереч їхнім бажанням».
Поширення російської пропаганди
У березні 2024 року влада Індії привітала Путіна з черговим переобранням на псевдовиборах.
Співпраця у військовій сфері не повʼязана із війною
19 вересня стало відомо що уряд Індії планує спільно з Росією модернізувати та виставити на експорт парк танків Т-72, котрий налічує близько 2500 машин. Модернізація машин включатиме спільні зусилля індійських виробників оборонної техніки та російських постачальників технологій.

### Угорщина
Віктор Орбан — прем'єр-міністр Угорщини, неодноразово поширював тези російської пропаганди, піддавав сумніву суверенітет України та закликав до припинення звільнення українських територій, поширював російське колоніальне бачення української історії. У серпні 2023 року наполягав на укладенні «договору» з президентом Російської Федерації Володимиром Путіним про нову архітектуру безпеки України. При цьому він заперечив можливе членство України в НАТО та будь-які претензії Києва на окупований Крим. 15 грудня Орбан наклав вето на пакет допомоги Україні у розмірі 50 мільярдів євро після того, як раніше утримався під час ухвалення рішення щодо переговорів про вступ України до ЄС. 10 січня 2024 року Угорщина не засудила постачання РФ ракет із КНДР (напередодні США з майже пів сотнею країн засудили передання Північною Кореєю зброї Росії. Окрім Угорщини, з-поміж країн ЄС не підписала заяву Словаччина).
Партія Фідес — Угорський громадянський союз, чиновники і політики цієї партії неодноразово поширювали тези російської пропаганди, піддавали сумніву суверенітет України та закликали до припинення звільнення українських територій, поширювали російське колоніальне бачення української історії.
Ласло Тороцкаї — угорський ультраправий політик, журналіст, лідер партії «Наша Батьківщина», колишній віце-президентом партії «Йоббік», діючий голова села із населення близько 4 000 осіб. Також є депутатом Парламентської асамблеї Ради Європи. У січні 2024 року заявив про претензії на українське Закарпаття у разі втрати Україною державності в результаті війни.
У грудні 2023 стало відомо що угорські перевізники приєднаються до блокування руху польськими та словацькими перевізниками на кордоні з Україною.
11 грудня 2023 року згідно з інформації у The Guardian стало відомо що союзники Віктора Орбана проведуть у Вашингтоні закриту зустріч з представниками республіканської партії, щоб домогтися припинення військової підтримки України з боку Сполучених Штатів. Протягом грудня Угорщина блокувала усі перевогори про вступ України до ЄС а також виділення фінансування від ЄС.
Наприкінці липня 2025 року стало відомо що угорська компанія Milspace Kft допомагає корпорації «Вєртолєти Росіі» в обхід санкцій укладати контракти на ремонт іноземних гелікоптерів.

### Грузія
Іраклі Гарібашвілі — прем'єр-міністр Грузії з лютого 2021 року до січня 2024, та Іраклі Кобахідзе — прем'єр-міністр з лютого 2024 року, члени проросійської партії «Грузинська мрія», неодноразово поширювали тези російської пропаганди, піддавали сумніву суверенітет України та закликали до припинення звільнення українських територій, поширювали російське колоніальне бачення української історії. У березні 2023 року Іраклі Гарібашвілі запропонував позбавляти громадянства Грузії осіб, які воюють на боці України.
Митні дані з платформи Trade Data Monitor свідчать, що обсяг торгівлі Грузії з РФ, відколи Москва розпочала тотальне вторгнення в Україну, зріс майже на 22%. У червні 2023 Грузія була однією з пʼяти країн, які за словами координатора з питань санкцій Державного департаменту США, сприяли РФ в обходженні західних санкцій щодо деяких ключових категорій електроніки.
У червні 2024 року США ввели візові санкції проти декількох десятків громадян Грузії, серед яких є депутати грузинського парламенту і члени уряду, відповідальні за прийняття закона про «іноземних агентів». 22 липня стало відомо що спецслужби Грузії слідом за російськими відомствами оголосили у розшук грузинських добровольців, що воювали на боці України, близько 300 осіб з «Грузинського національного легіону» були оголошені у розшук у Грузії. У передвиборчій кампанії, правляча партія (Грузинська мрія) використала для своєї політичної реклами знімки наслідків російської агресії в Україні, цинічно порівнюючи із кадрами з мирної Грузії, таким чином виправдовуючи російське вторгнення в Україну на противагу проросійській політики Грузії, влада якої змирилася із російською окупацією частин Грузії.
21 жовтня, за інформацією Bloomberg, Головне управління Генерального штабу Збройних сил Росії (ГРУ), і Федеральна служба безпеки РФ щонайменше у 2017-2020 роках отримали доступ до внутрішніх систем низки державних установ і великих компаній. Перед парламентськими виборами 2020 року ГРУ зламало Центральну виборчу комісію Грузії, кілька великих грузинських ЗМІ, зокрема найпопулярніші телеканали країни Imedi та Maestro, а також кілька ІТ-систем грузинської національної залізничної компанії. Російські розвідувальні структури протягом років здійснювали збір внутрішньої інформації про грузинський уряд і великі компанії країни завдяки масштабній кампанії кібершпигунства.

### Вірменія
За даними Світового банку, ВВП Вірменії, яка підтримує тісні торговельні зв’язки з РФ, торік несподівано зріс на 11%, тоді як експорт збільшився у п’ять разів, а перекази підскочили у сім разів порівняно з минулим роком. Станом на осінь 2023 експорт з ЄС до Вірменії виріс на понад 200% з початку повномасштабного вторгнення.
За підсумком 10 місяців 2023 року, вірменський експорт до РФ зріс на 430% порівняно з аналогічним періодом до вторгнення, експорт до Казахстану на 1200%, до Киргизстану на 1600%, до Узбекистану на 250% і в ОАЕ на 900%.
У березні 2024 року Нікол Пашинян привітав Путіна з черговим переобранням на псевдовиборах.

## Африканські країни

### Воєнні хунти Малі, Нігеру та Буркіна-Фасо
У квітні 2025 року стало відомо що Москва погодилася надати військову допомогу воєнним хунтам Малі, Нігеру та Буркіна-Фасо, зокрема погодилася надати озброєння та провести підготовку для спільних сил.

#### Малі
Хунта що захопила владу у республіці Малі в 2021 році, взяла курс на зближення і співпрацю із режимом Путіна, у тому числі із ПВК «Вагнер». Повідомялося що «вагнерівці» охороняли авторитарний режим та контролювали видобуток золота в країні. Впродовж 2021-2024 РФ постачала авторитарному режиму Малі бойову авіацію з літаками та гелікоптерами, також відомо про постачання радіолокаційного обладнання.
У березні 2024 року влада республіки привітала Путіна з черговим переобранням на псевдовиборах.
4 серпня 2024 року хунта оголосила, що розриває дипломатичні відносини з Україною через нібито підтримку Києвом дій повстанців-туарегів, які нещодавно розгромили колону малійських військових та російських найманців ПВК «Вагнера».
18 січня 2025 року стало відомо що РФ перекидає в Малі важку бронетехніку в рамках посилення контингенту в країні. Серед техніки, яка направляється для посилення контингенту, була помічена значна кількість техніки, зокрема танки Т-72Б3, автотехніка, бронетранспортери БТР-80/82А, бронеавтомобілі «Лінза», «Спартак», «Тигр» та інше озброєння. 6 червня найманці російської ПВК Вагнера оголосили про те, що «завершують основну місію» в африканській країні Малі та повертаються до РФ.

#### Нігер
Армія в Нігері захопила владу, скинувши обраного президента Мохамеда Базума в липні 2023 року, після чого хунта військових захопила владу і почала зближуватися із режимом Путіна, у тому числі у військовій співпраці. Відомо що російські військові зайняли певні військові об'єкти в країні які до того займали військові США.
У квітні 2024 року у Нігері помічена передислокація та активність російських військових.
6 серпня 2024 року, представники хунти оголосили, що розриває дипломатичні відносини з Україною «з негайним набранням чинності», звинувативши Київ у підтримці «терористичних груп» і заявили, що проситимуть Раду Безпеки ООН обговорити «агресію» України. Це сталося через два дні після того, як Малі також розірвало відносини з Україною на тлі того, що речник української розвідки Міноборони Андрій Юсов анонсував «продовження» після розгрому туарегами російської групи ПВК «Вагнер».
11 травня 2025 року стало відомо що військова хунта Нігеру несподівано припинила співпрацю з Росією та Туреччиною у сфері розвідувального обладнання. Генеральне управління документації та зовнішньої безпеки (DGDSE) називає основною причиною розриву — низьку ефективність обладнання та фахівців, наданих Росією й Туреччиною, зокрема у сфері перехоплення телефонних комунікацій.

#### Буркіна-Фасо
30 вересня 2022 року в Буркіна-Фасо відбувся державний переворот, у результаті якого тимчасового президента Поля-Анрі Сандаого Дамібу було усунено. Даміба прийшов до влади в результаті державного перевороту лише вісім місяців тому. Капітан Ібрагім Траоре став тимчасовим лідером.
24 січня 2024 року Африканський корпус Міноборони РФ прибув до Буркіна-Фасо. За непідтвердженими даними, російський контингент зі 100 осіб (який заплановано розширити до 300) нібито має гарантувати безпеку лідеру країни Ібрагіму Траоре. У березні 2024 року згідно матеріалів у Le Monde росія спорудила нову військову базу на південь від аеродрому Донсін біля Уагадугу.

### Лівія
Халіфа Хафтар, який контролює східну Лівію, вважається союзником російського режиму.

### Екваторіальна Гвінея
У жовтні 2024 року Російська Федерація, ймовірно, розгорнула найманців з «Африканського корпусу» в Екваторіальній Ґвінеї. Повідомляється, що найманці були помічені у місті Бата. Оглядач заявляє про активне переміщення транспортних засобів із найманцями, що може свідчити про розширення їх активності.

### Південна Африка
11 травня 2023 року посол США в Південно-Африканській Республіці Рубен Бріджіті звинуватив ПАР у постачанні боєприпасів і зброї РФ.
У травні 2024 року стало відомо що шахта пов'язана з РФ фінансово допомагає правлячій партії ПАР. United Manganese of Kalahari (UMK) - скандально відома шахта з російськими зв'язками. UMK та деякі з її акціонерів відповідальні за майже половину всіх задекларованих пожертв на користь АНК з моменту запровадження вимог щодо розкриття інформації у 2021 році. Інвесторами шахти є фірми, пов'язані з Віктором Вексельбергом, російським мільярдером, який перебуває під західними санкціями та Chancellor House Trust, фінансова підставна особа АНК.
Судан
У лютому 2025 року уряд Судану заявив, що не бачить жодних перешкод для ратифікації угоди з Російською Федерацією щодо створення військово-морської бази на узбережжі Червоного моря.
Як повідомляє BBC, переговори про базу велися ще за правління колишнього президента Омара аль-Башира, РФ намагалася закріпитися в Судані ще з 2020 року, коли було підписано першу угоду про створення пункту матеріально-технічного забезпечення ВМФ РФ. На початку 2024 року стало відомо, що реалізація цього проєкту відкладається на невизначений термін через політичну кризу в Судані.

## Сприяння морській торгівлі нафтою
Греція
Впродовж 2022 року Греція активно допомагала у торгівлі російською нафтою, надаючи свої танкери. Попри санкції ЄС, які заборонили морське транспортування російської сирої нафти з березня 2023 року, російські танкери продовжують прибувати у порти ЄС. Судна, які беруть участь у цій діяльності, належать грецьким судноплавним компаніям, деякі з яких пов’язані з так званим тіньовим флотом росіян. З 2021 року використання «тіньових» танкерів зросло на 70%, а збільшення їх середнього віку підвищує експлуатаційні ризики.
Камерун
У 2023 році Камерун був визначений як країна з дуже високим ризиком того, що судна не пройдуть перевірку безпеки при заході в порт через співпрацю з Росією. 10 січня 2024 року стало відомо що ОАЕ заборонили пропускати танкери під прапором Камеруну через їхнє перевозення російської нафти.

#### ОАЕ
18 січня 2024 року стало відомо що міністерство фінансів США оголосило про запровадження санкцій проти судноплавної компанії Hennesea з Об’єднаних Арабських Еміратів, яка перевозила російську нафту за цінами, вищими від погодженої західними державами «стелі» у 60 доларів за барель. 9 лютого США запровадили санкції проти 4 компаній з ОАЕ (NS LEADER SHIPPING INCORPORATED, OIL TANKERS SCF MGMT FZCO,TALASSA SHIPPING DMCC, ZEENIT SUPPLY AND TRADING DMCC), які перевозили російську нафту вище стелі цін.
У липні 2024 року стало відомо що нові невідомі покупці, підозрювані у зв'язках з Росією, почали накопичувати десятки суден, здатних перевозити скраплений природний газ, що свідчить про те, що Москва розширює свій «тіньовий флот» танкерів для перевезення газу. За даними консалтингової компанії Windward, з другого кварталу 2023 року понад 50 суден для транспортування СПГ змінили власників на компанії, розташовані в ОАЕ, тоді як раніше такі транзакції були рідкісними.
Поширення російської пропаганди
У березні 2024 року влада ОАЕ привітала Путіна з черговим переобранням на псевдовиборах.

## Проросійська діяльність у країнах що підтримують Україну

### Поширення пропаганди
Російське вторгнення почала підтримувати низка скандально-відомих блогерів, радикальних та популістичних партій.
25 грудня 2023 року центр протидії дезінформації при РНБО заявив, що журналісти газети The New York Times, які написали статтю про готовність РФ до переговорів, є агентами Кремля. 28 березня 2024 року прем'єр-міністр Бельгії Александер де Кроо заявив, що РФ зверталася до депутатів Європарламенту і «заплатила їм, щоб вони просували російську пропаганду». 15 травня посли Євросоюзу погодили рішення про заборону на території усіх країн союзу доступу до чотирьох інформаційних ресурсів («Voice of Europe», «РИА Новости», «Известия» і «Российская газета»), що використовуються як інструменти російської пропаганди.
3 червня 2024 року у Washington Post була опублікована інформація про те як РФ таємно підкуповує ультраправих чиновників по всій Європі. Зокрема, європейська розвідка звернула увагу на дії росіян у Чехії, де соратник одного з найближчих сюзників Путіна рік тому відкрив прокремлівське ЗМІ – «Голос Європи». Чеська влада провела ретельне розслідування і закрила російський сайт, назвавши його пропагандистською операцією РФ. Однак тільки на Чехії справа не зупинилася – розслідування швидко поширилося й на інші країни, зокрема Бельгію, Німеччину, Польщу, Францію та Нідерланди. Правоохоронці дійшли висновку, що «Голос Європи» – це дещо більше, ніж просто проросійське медіа. Офіційні особи назвали цю операцію однією з наймасштабніших, зроблених Кремлем у Європі в його спробах підірвати підтримку України і внести розкол у трансатлантичний альянс. Попередні таємні акції Кремля включають спробу об'єднання крайніх правих і крайніх лівих у Німеччині, розпалювання внутрішніх розбіжностей у Франції та саботаж у Польщі.
Внутрішні документи Кремля, отримані однією з європейських спецслужб і вивчені The Post, показують, що «Голос Європи» був частиною кампанії впливу, створеної Кремлем у тісній координації з Віктором Медведчуком, союзником Путіна, який до вторгнення Росії в Україну очолював промосковську опозиційну партію в українському парламенті. Пізніше планом керував лейтенант Медведчука, який, як свідчать інші документи, тісно співпрацював із підрозділом російської Федеральної служби безпеки, відомим як «П'ята служба ФСБ».
Голова чеської служби внутрішньої безпеки, Мілал Куделка заявив, що операція «Голос Європи» була також спробою провести до Європарламенту більше проросійських депутатів. За його словами, «був розроблений план, за яким люди в Європарламенті будуть вести класичне шпигунство» на користь Росії.
9 жовтня 2024 року очільник Міністерства закордонних справ Чехії Ян Ліпавський заявив, що наразі Росія відповідає за 80% операцій впливу у світі.
У грудні 2024 року стало відомо що російське рекламне агентство «AdNow» роками поширювало пропаганду в Європі через офіси в Бухаресті та Лондоні.
Ілон Маск та X
На початку вересня 2023 року, згідно інформації у Washington Post з посиланням на дослідження некомерційної аналітичної групи Reset, яке оприлюднила Європейська комісія, нова політика Маска щодо соцмережі X сприяла поширенню російської пропаганди. У лютому 2024 року соцмережу звинуватили у ймовірній співпраці з терористичними групами, такими як хусити чи Хезболла з Лівану, а також російськими та іранськими ЗМІ й іншими установами, що підпадають під західні і, зокрема, американські санкції.
Ілон Маск — підприємець, мільярдер, засновник компаній «SpaceX», «PayPal», Neuralink і The Boring Company, неодноразово поширював тези російської пропаганди, піддавав сумніву суверенітет України та закликав до припинення звільнення українських територій. Також поширював російське колоніальне бачення української історії, у тому числі новітньої, називаючи Революцію гідності переворотом. Він регулярно організовував трансляції з проросійськими пропагандистами та схвально коментував українофобські повідомлення з вигаданами фактами та російською пропагандою. У червні 2024 року він закликав внести українське медіа Texty.org.ua до списку терористичних організацій через їхнє дослідження російської підтримки у США.

#### Tenet Media
Tenet Media запустили 2023 року. Канал позиціював себе як «мережу неортодоксальних коментаторів, які зосереджуються на західних політичних і культурних питаннях» із шістьма коментаторами, кожен із яких зробив собі імʼя у консервативній медіаекосистемі. Аудиторія Tenet Media становила понад 6 млн підписників на YouTube, але їхній вплив вийшов далеко за межі відеоплатформи. Ведучий Тім Пул запрошував в етер свого шоу правих екстремістів. На початку 2024 року Пул брав інтерв’ю у колишнього президента Дональда Трампа у своєму подкасті. «Україна — ворог цієї країни!», — кричав Пул під час прямого етеру в серпні. Російські спонсори прямо попросили співзасновника Tenet орієнтовно 23 березня «звинуватити Україну та США» в терористичній атаці на концертний зал під Москвою, у результаті якої загинуло понад 130 людей. Інші наративи, що просуваються проплаченими Росією інфлюенсерами, відповідають цілям Кремля, наприклад, нагнітання страху перед мігрантами та просування кандидатури Трампа, якого, за даними американських спецслужб, Росія підтримала на виборах 2020 року.
4 вересня 2024 року міністерство юстиції висунуло звинувачення у відмиванні грошей двом співробітникам російської державної медіамережі RT. Згодом відеохостинг YouTube припинив діяльність каналу Tenet Media. Співробітників звинувачують в участі в схемі, спрямованій на «створення й поширення контенту з прихованими російськими меседжами серед американської аудиторії». Бюджет схеми становив $10 мільйонів. ФБР з’ясувало, що близькі до РФ структури створили сайти-клони понад 10 провідних медіа Європи, щоб поширювати дезінформацію та проводити «психологічні операції».

#### Інше
Кім Дотком — підприємець, заарештований, але відпущений під заставу, звинувачується у відмиванні грошей, шахрайстві і масових порушеннях авторських прав, станом на 2023-й рік продовжується оскарження рішення, відомий поширенням антиукраїнських фейків та пропаганди, звинувачуючи українську сторону й конкретно Валерія Залужного у нацизмі, знищенні російськомовних на Донбасі українськими військами, перебуванні американських біолабораторій в Україні тощо. Девід Сакс — підприємець, інвестор, друг Ілона Маска та донор Рона Десантіса неодноразово поширював тези російської пропаганди, піддавав сумніву суверенітет України та закликав до припинення звільнення українських територій. Такер Карлсон — американський просувач різноманітних теорій змов, послідовно заперечує небезпеку, зокрема і для США, російського фашизму. Безперешкодно використовує медіа-платформу Fox News для інформаційних маніпуляцій з метою доступу до американської аудиторії, аби поширювати путінську та китайську пропаганди. Долучився до спроб обґрунтувати дезінформацію, поширювану російською пропагандою про наявність в Україні таємних біологічних лабораторій, до яких нібито причетний син Джо Байдена — Гантер Байден. Російські державні ЗМІ публікували ролики та коментарі Карлсона без редагування. Виправдовує вторгнення в Україну — назвав незначним прикордонним конфліктом, заперечував суверенітет та незалежність України. У лютому 2024 року він приїхав у Москву з метою взяти інтерв’ю у російського диктатора. Вільям Скотт Ріттер — педофіл, колишній Інспектор ООН з озброєннь в Іраку (1991—1998), критик політики США, апологет Путіна, підтримує російську агресію проти України, відомий своїми прогнозами про «швидкий крах України» та «остаточну перемогу Росії». Дуглас Макгрегор — військовий США у відставці та державний службовець, автор, консультант і телекоментатор. Макгрегор регулярно співпрацуює з Fox News. Також він виступав на російському державному каналі RT. Його коментарі були відзначені тим, що вони зневажали Україну, іммігрантів та біженців. Неодноразово поширював тези російської пропаганди, піддавав сумніву суверенітет України. Грем Філліпс — російський пропагандист, колишній співробітник російських державних телеканалів «RT» та «Звезда». Від початку російського вторгнення в Україну почав знову ретранслювати російські тези, заявляючи про управління Україною нацистами і заперечуючи причетність Росії до різанини в Бучі. За інтерв'ю зі взятим у полон британцем Ейденом Асліном діяльність Філліпса спричинила звинувачення в порушенні Женевських конвенцій про поводження з військовополоненими та причетності інтерв'юера до воєнних злочинів. У липні 2022 року Філліпс переїхав на територію окупованої Луганської області і вів репортажі з Сєвєродонецька та Лисичанська. Того ж місяця уряд Великої Британії запровадив санкції проти Філліпса та заморозив його активи. Стівен Брайєн (Stephen Bryen) — російський пропагандист, колишній чиновник Пентагону що відзначився поширенням російської пропаганди і недостовірної інформації під час російського вторгнення в Україну.
BNN Breaking — агенція новин зареєстрована у Гонконзі в 2022 році яку заснував уродженець Індії, підприємець Гурбакш Чахал (Gurbaksh Chahal). Через свій вебсайт та у інший спосіб BNN Breaking регулярно поширює українофобську пропаганду та вигадані новини, цитує таких людей як Скотт Ріттер, Кім Дотком та інші, повторює тези російської пропаганди у тому числі про американські біолабораторії.

### Обхід санкцій та економічна співпраця
23 березня 2023 року стало відомо що НАЗК внесло австрійську банківську групу Raiffeisen Bank International у перелік до переліку міжнародних спонсорів війни. Підставою для внесення до переліку міжнародних спонсорів війни стало те, що, окрім того, що після повномасштабного вторгнення рф в Україну банк продовжив працювати в росії, Raiffeisen ще й офіційно визнав так звані «ДНР» та «ЛНР». 4 травня 2023 року було внесено угорський OTP Bank.
10 січня 2024 року — французька корпорація Auchan Holding та американська багатонаціональна франшиза ресторанів швидкого харчування Subway були додані до переліку міжнародних спонсорів війни. 28 червня стало відомо що світовий лідер із виробництва промислових станків DMG Mori Aktiengesellschaft здійснював постачання обладнання до Росії, яке використовувалося у виробництві зброї, протягом 2022-2024 попри офіційну заборону.
У липні стало відомо що французька Sodexo, офіційний партнер Олімпіади у Парижі, приховала свою участь у будівництві «Північного потоку 2». Також у липні стало відомо що Польща здійснює розслідування щодо наявності польських компонентів на ударних іранських безпілотниках «Shahed-136». За інформацією польських спецслужб, продаж комплектуючих відбувався компанії Iran Motorsazan, яка, за документами, є виробником сільськогосподарських тракторів.
Згідно з дослідженням ISW яке вийшло у серпні 2024 року, російські війська застосовують у ракетах Х-32 навігаційні модулі SN-99, які складаються із західних компонентів. Цими ракетами неодноразово було завдано ударів по Україні. Також з'ясовано, що модулі SN-99, виготовлені в березні 2023 року, встановлюються на ракети Х-32 російським конструкторським бюро «Радуга».
Обсяг російської нафти, що транспортується погано обслуговуваними та незастрахованими танкерами, зріс з 2,4 млн барелів на день у червні 2023 року до 4,1 млн у червні 2024 року.
У січні 2025 року журналісти розслідувачі викрили компанії з Чехії, Польщі та Швейцарії які здійснювали постачання підсанкційного промислового обладнання до Росії. У лютому 2025 року журналістські розслідування виявили що європейські фірми в обхід заборон імпортують білоруську олію з викраденого на Херсонщині ріпаку.

### США
Незважаючи на широку підтримку України Сполученими Штатами протягом каденції Джо Байдена, ряд політиків та публічних людей поширював російську пропаганду та закликав припинити підтримку України.
Серед них: Дональд Трамп, Вівек Рамасвамі, Марджорі Тейлор Ґрін, Метт Ґетц, Роберт Френсіс Кеннеді-молодший
20 квітня 2023 року 19 сенаторів та конгресменів США (представників Республіканської партії), підписалися під листом президенту США Джозефу Байдену із закликом до дипломатичної стратегії «для швидкого завершення війни». Серед вимог — припинити «необмежену допомогу Україні» зі сторони США, вживаючи термін «проксі-війна». З кінця 2023 по квітень 2024 року Республіканська партія США затримувала надання військової допомоги Україні.
У червні 2024 року було досліджене американське політичне середовище, яке сприяє російській підтримці, у політичній, медійній та експертній сферах. У результаті було виокрелено широкий спектр груп противників підтримки України від прихильників Трампа до комуністів. Ілон Маск, який був у цьому матеріалі, закликав внести українське медіа Texty.org.ua до списку терористичних організацій.
США принило збройну та фінансову підтримку України після обрання Дональда Трампа.

### Німеччина
Протягом повномасштабного вторгнення, ряд німецьких партій та окремих політиків і діячів закликав німецьку владу припити підтримку України та зняти санкції із РФ. Серед них AfD  — націоналістична право-популістська партія і Die Linke — соціалістична лівопопулістська партія. Члени та політики обох партій неодноразово поширювали тези російської пропаганди, піддавали сумніву суверенітет України та закликали до припинення звільнення українських територій, поширювали російське колоніальне бачення української історії. У квітні 2023 року стало відомо що керівництво РФ за рік до того розробило стратегію зі створення «антивоєнної коаліції» за участю ультраправої та ультралівої німецьких партій – AfD та Die Linke, яка мала на меті послабити підтримку України в Європі. У січні 2024 року, колишня членкиня «Die Linke» Німеччини Сара Вагенкнехт, разом із соратниками оголосила про створення власного політичного проєкту – «Альянсу Сари Вагенкнехт». Партію характеризують як проросійську, яка виступає за зняття санкцій з РФ та припиненні наданні військової допомоги Україні.
Також у підтримці РФ були помічені ряд німецьких екс-посадовців та журналістів, серед яких голова комітету акціонерів компанії Nord Stream AG та член правління Газпрому Герхард Шредер, Хуберт Зайпель, Армін Кьорпер (німецький журналіст, який очолює московське бюро телеканалу ZDF зняв пропагандистський репортаж про життя в окупованому Маріуполі. Приїхавши до окупованого Маріуполя без згоди України порушив українське законодавство. У своєму репортажі журналіст висловлював враження, що більшість жителів міста, яке перебувало під окупацією РФ майже два роки, налаштовані проросійськи та розповідав, що місто відбудовується, не наголошуючи на тому, що його зруйнували окупанти).

#### Торгівля з РФ і допомога у обході санкцій
4 квітня 2024 року німецький телеканал ARD виявив, що компанії ФРН допомагають російському окупаційному режиму у будівництві в окупованому Маріуполі. Журналісти отримали свідчення й докази у вигляді фотографій та відео, що компанії Knauf та WKB Systems будують об'єкти у приазовському місті. Зокрема, в їхньому розпорядженні опинилися фотографії будівельного майданчика з мішками Knauf, офіційний дилер якої публічно рекламує, що він побудував проєкт житлового будинку зі своїх будівельних матеріалів за дорученням Міністерства оборони Росії. Knauf є лідером у виробництві гіпсу і вже давно має бізнес у Росії. Засновник компанії Ніколаус Кнауф понад два десятиліття був почесним консулом РФ.
У лютому 2025 року стало відомо що компанія зі складу корпорації «Ростех» уклала договори на закупівлю німецького обладнання на суму 0.7 млрд руб для розширення виробництва РЕБ.

### Словаччина
Словаччина надавала фінансову та військову допомогу Україні впродовж перебування при владі уряду Зузани Чапутової, яка припинилася після обрання премʼєр-міністром Роберта Фіцо у жовтні 2023 року. Союз далекобійників Словаччини з листопада 2023 і до весни 2024 блокував український кордон вимагаючи у влади скасувати угоду між ЄС і Україною про лібералізацію транспортних перевезень.

#### Поширення російської пропаганди
Smer — sociálna demokracia (Курс — соціальна демократія) — лівоцентристська політична партія створена Робертом Фіцо, члени якої були помічені у поширенні проросійських заяв.
Роберт Фіцо — словацький проросійський політик, популіст, колишній член комуністичної партії, обраний у жовтні 2023 року на посаду прем'єр-міністра Словаччини. У відповідь на російське вторгнення в Україну Фіцо виступив проти постачання зброї та боєприпасів через територію Словаччини, також виступав проти членства України в НАТО. У квітні 2022 року в іноземному інформаційному секторі поширював тези про те, що Словаччина через Україну та США «втратила якісну багатомільйонну систему захисту» і «Словаччину втягують у війну в Україні». Заявляв, що «Україна, на відміну від РФ, не виконує Мінських угод», «Не можна покладати на РФ відповідальність за український конфлікт», «Захід має зняти санкції з РФ».
Під час мітингу 30 вересня 2023 року Фіцо заявив, що війна на Донбасі почалася в 2014 році, коли «українські нацисти і фашисти почали вбивати російське населення Донбасу». 26 жовтня 2023 року прем’єр-міністр Словаччини Роберт Фіцо підтвердив, що не буде підтримувати військову допомогу Україні, як і казав під час виборчої кампанії.
10 січня 2024 року російське вторгнення назвав «кризою в Україні», повторив заяви російської пропаганди про нібито «утиски російськомовних» у 2014 році, і нібито тотальний вплив США на Київ. Говорячи про причини війни, Фіцо пише, що Росія відреагувала на безпекову ситуацію і можливість вступу України до НАТО, але визнає, що РФ порушила міжнародне право, застосувавши військову силу без міжнародного мандата. За його словами, «великі країни часто так роблять». У той же день Словаччина не засудила постачання РФ ракет із КНДР (напередодні США з майже пів сотнею країн засудили передання Північною Кореєю зброї Росії. Окрім Словаччини, з-поміж країн ЄС не підписала заяву Угорщина).
21 січня стало відомо що міністерка культури Словаччини (при уряді Фіцо) скасувала заборону на співпрацю з РФ та Білоруссю.

### Італія

#### Поширення російської пропаганди
Lega Nord (Ліга Півночі) — італійська політична права проросійська партія. 2024 року стало відомо, що 2018 року керівництво партії домовлялося про фінансування зі співробітниками п'ятої служби ФСБ. Одним із учасників був Джанлука Савоіні - права рука лідера партії Маттео Сальвіні, який тоді був віцепрем'єром і міністром МВС Італії. У травні 2024 року партія Lega Nord виступила проти дев’ятого пакету військової допомоги Україні однак не мала підтримки більшості. Forza Italia (Вперед, Італіє) — правоцентристська політична партія Італії. Противники надання військової допомоги Україні. Movimento 5 Stelle (Рух п'яти зірок) — італійська політична партія, якій характерні популізм, енвайронменталізм, і частково євроскептицизм. 20 червня 2022 року міністр закордонних справ Італії Луїджі Ді Майо звинуватив партію в саботажі допомоги Україні, а 22 червня покинув партію. 20 жовтня лідер партії Джузеппе Конте заявив, що виступає проти подальшого постачання військової допомоги Україні.
Маттео Сальвіні — італійський проросійський політик. У 2014 та 2016 роках незаконно відвідував окупований Крим, і за що йому було заборонено в'їзд в Україну строком на 3 роки. У тому ж інтерв'ю у липні 2018 року він заявив, що: «Був референдум, і 90 відсотків людей проголосували за повернення Криму до складу Російської Федерації» — відповідаючи на ремарку журналіста про незаконність псевдореферендуму в 2014 році. Відомо що він є другом голови СКС в Росії Олексія Комова — «правої руки» олігарха з оточення Путіна Костянтина Малофеєва, що перебуває під санкціями через російську агресію в Україні. Комов ще 2013 року аплодував обранню Сальвіні головою «Ліги». Джанлука Савоїні — італійський проросійський політик та екс-чиновник, президент культурної асоціації «Ломбардія-Росія». Відомо що він є другом російського неонациста Олександра Дугіна. Бруно Джанкотті — член партії Lega Nord, підприємець що веде свій бізнес в Росії. Феррарі Джанматтео — член партії Lega Nord, віце-президент ассоціації «Ломбардія-Росія». Перед вторгненням неодноразово порушував кордон України, перебуваючи на території ОРДЛО і ТОТ АРК, брав участь у пропагандистських заходах країни агресора, брав участь у спробах легалізації російських терористичних формувань на Донбасі. Палмаріно Дзокателлі — dіце-президент Культурної асоціації «Венето – Росія» та президентом сепаратистського «Комітету за незалежність Венето». До вторгнення він незаконно перетинав український кордон відвідуючи окуповану Росією частину Донбасу де, брав участь у спробах легалізації російських терористичних формувань на Донбасі. Франческо Ваннуччі — член партії Lega Nord, банкір. 17 липня 2019 року італійські правоохоронці провели обшуки у нього та адвоката Джанлуки Меранди, які разом з головою асоціації «Ломбардія-Росія» — помічником Сальвіні, Джанлукою Савойні — торік зустрілися з трьома росіянами в одному з московських готелів, щоб нібито обговорити таємне фінансування для своєї партії.
Associazione Culturale Russia Emilia Romagna (культурна асоціація «Росія Емілія-Романья») — проросійська організація в Італії. 20 січня 2024 року у італійському місті Модена планувала відкриття виставки-конференції «Маріуполь. Відродження після війни». Приазовське місто, тисячі жителів якого були вбиті російськими військовими під час облоги навесні 2022 року, організатори називають «символом народного повстання на Донбасі проти київської хунти». Rim Giovani Italo-russi — проросійська організація в Італії.
Також РФ намагається поширити свій вплив на дрібні радикальні (в тому числі неонацистські) організації, які проводять різні акції на підтримку російського нападу на Україну, зокрема «lealtà e Azione». Влітку 2024 року група Sovranita Popolare взяла на себе відповідальність за розміщення сотень проросійських плакатів з гаслами «Росія нам не ворог» та «Досить грошей на зброю для України та Ізраїлю. Ми хочемо миру. Ми відкидаємо війну».

#### Торгівля з РФ і допомога у обході санкцій
Danieli Group — Італійська компанія що надає послуги з будівництва та обслуговування сталеливарних заводів по всьому світу, зокрема в Росії та Україні, раніше вона співпрацювала і з СРСР, продовжує співпрацювати з російськими металургами, які постачають свою продукцію оборонно-промисловому комплексу. У 2014 році італійська компанія запустила в Росії дочірнє підприємство Danieli Volga, це зробило її одним з ключових гравців у російській металургії, у 2019 році компанія виграла 90 відсотків тендерів на будівництво сталеливарних заводів у Росії. Серед продукції партнерів є гранати ВОГ-25 (ММК-Метиз) та сталь для автоматів Калашникова (Сєвєрсталь). Серед компаній, з якими імовірно продовжила працювати Dаnieli Group після початку повномасштабної війни, є металургійний завод «Красний Октябрь», власник якого перебуває під санкціями США і ЄС.

### Польща
Від початку повномасштабного вторгнення Польща надає Україні військову та іншу допомогу, при обох урядах мала чітку антиросійську позицію. Починаючи з листопада 2023 польські перевізники та фермери почали влаштовувати блокування кордону з Україною, вимагаючи у влади скасувати угоду між ЄС і Україною про лібералізацію транспортних перевезень. У квітні 2024 року видання The Economist написало, що польські журналісти провели розслідування, яке показало, що один із протестувальників був пов'язаний із російським посольством у Варшаві.
12 січня 2024 року стало відомо що у Польщі провели обшук проросійських активістів (представників асоціації антивакцинаторів), що намагалися вербувати військових. 22 жовтня міністр закордонних справ Польщі звинуватив Росію у спробі провести диверсію в країні (у зв’язку з цим було закрито генеральне консульство РФ в місті Познань).

#### Поширення російської пропаганди
Konfederacja Wolność i Niepodległość (Конфедерація свободи й незалежності) — права і євроскептична коаліція польських політичних сил. Члени та лідери цієї коаліції неодноразово поширювали тези російської пропаганди, піддавали сумніву суверенітет України та поширювали російське колоніальне бачення української історії. 3 листопада 2023 року Кшиштоф Босак та Рафал Меклер на прес-конференції у Сеймі заявили, що коаліція «Конфедерація свободи й незалежності» підтримує акцію з блокування перевізниками кордону з Україною.
Лешек Сикульський – політолог, професор, з кінця лютого 2022 року організатор кампанії «Це не наша війна» (To nie nasza wojna), спрямована вона на те, щоб відбити у поляків бажання допомагати Україні. Восени 2022 року під час виступу в Познані він стверджував, що США мали намір втягнути Польщу — за допомогою прихильного до Америки уряду ПіС — до активної участі у війні з Росією і переконував, що Росія хоче жити в мирі.
Януш Корвін-Мікке — польський право-радикальний політик. Помічений у підтримці Росії починаючи з 2010-х років. робив заяви про підтримку російської анексії Криму, відвідував анексований півострів, а також робив заяви, що відбілюють російську історію та дії. Виступав на російському телебаченні як польський політик, який виступає проти нібито польської «русофобії». Після вторгнення Росії в Україну у 2022 році часто виступав з проросійськими заявами, заперечуючи відповідальність Росії за різанину в Бучі, стверджуючи, що українці вбивали колабораціоністів воєнного часу, критикував введення санкцій проти Росії через негативні економічні наслідки санкцій, особливо щодо газового конфлікту. Також виправдовував політику диктатури Олександра Лукашенка та Башара Асада.
Polski Ruch Antywojenny (Польський антивоєнний рух) — створений на початку лютого 2023 року, основними гаслами якого є «зупинити американізацію та українізацію Польщі», а також підтримка кампанії «це не наша війна!». Під прикриттям «пацифістських» гасел представники руху відтворюють проросійський наратив у польському інформаційному просторі.
30 вересня стало відомо що командування збройних сил Польщі повідомило, що для формування панічних настроїв серед громадян Росія задіяла мережу ботів у соцмережах, котра створювалася протягом багатьох років та поширювала дописи проти вакцинації під час пандемії коронавірусу, а пізніше — антиукраїнські заклики.
За даними прокуратури, з 22 лютого 2024 року до принаймні 11 вересня 2024 року журналіст Ґжеґож Жечковський, який займався розслідуванням російського впливу в Польщі, отримував повідомлення з попередженням не писати про зв'язки між енергетичною компанією у Польщі та російськими спецслужбами. Прокуратура Варшави оголосила про відкриття кримінального провадження за фактом залякування медійника.

### Австрія
Freiheitliche Partei Österreichs (Австрійська партія свободи) — право-популістська і націонал-консервативна політична партія Австрії з відкрито проросійськими та пропутінськими поглядами. 3 лютого 2023 року австрійський журнал Profil опублікував журналістське розслідування про те, як представники партії працювали в інтересах РФ через кремлівського медіатехнолога Саргіса Мірзахоняна, та брали участь у проросійській демонстрації у Відні 10 вересня 2022 року. 30 березня 2023 року стало відомо що усі інші парламентські партії Австрії засудили рішення FPÖ бойкотувати виступ президента України Володимира Зеленського в четвер, а також спроби поширювати проросійську пропаганду. 26 травня генеральний секретар Австрійської народної партії (ÖVP) Крістіан Штокер під час пресконференції заявив що FPÖ та її лідер Герберт Кікль, прикриваючись нейтралітетом країни, насправді займають сторону Росії та є її інструментом пропаганди в країні та Європі загалом.
Наприкінці травня 2024 року у Politico вийшов матеріал про російське проникнення в Австрію. Агентам Москви вдалося залучити співробітників Федерального відомства із захисту конституції та боротьби з тероризмом Австрії (BVT), дискредитувала відомство, що займалося контррозвідкою, і домогтися його ліквідації. Крім того, завдяки своїм австрійським співробітникам вона отримала вплив в інших австрійських спецслужбах і залучила політиків Австрійській партії свободи (FPÖ).
23 березня 2023 року НАЗК внесло Raiffeisen Bank International до переліку міжнародних спонсорів війни. 15 травня 2024 року стало відомо що США погрожували Raiffeisen Bank International обмеженнями через роботу в Росії.
Поширення російської пропаганди
30 листопада 2023 року міністр закордонних справ Австрії Александер Шалленберг привітав рішення запросити главу МЗС РФ Сергєя Лаврова на зустріч ОБСЄ в Скоп'є.
24 березня 2025 року В Австрії викрили російську дезінформаційну кампанію, мета якої полягала в засудженні України. Управління державної охорони та розвідки Австрії (DSN) повідомило про підозру громадянці Болгарії, яку звинувачують у шпигунстві на користь Росії, а також у поширенні дезінформації та дестабілізації.

### Іспанія
У березні 2019 року співробітник російськомовного додатку іспанської газети Diario Sur розповів, як видання поширює фейки про Україну. У травні 2023 року стало відомо що Європарламент знайшов «російський слід» у діяльності сепаратистів в іспанській Каталонії.
Rayo Vallecano de Madrid— іспанський футбольний клуб з міста Мадрид, угруповування футбольних вболівальників якого притримувалися проросійських поглядів, відомо про щонайменше п’ятьох членів ультрас Райо Вальєкано воювали у війні на сході України на стороні РФ. Також вони відзначилися цькуванням футболіста Романа Зозулі.

### Греція
Члени Комуністичної партії Греції блокували залізницю із військовою технікою США та НАТО 5 квітня 2022 року а також 24 березня 2024 року. 6 листопада 2024 року грецькі комуністи знову блокували військові вантажівки, які, ймовірно, використовувалися для надсилання військової допомоги Україні.
2 травня 2025 року стало відомо що у Греції затримали російського шпигуна, який стежив за переміщенням військових вантажів, що відправляли в Україну.

### Болгарія
Перешкоджання економічній та військовій допомозі
4 грудня 2023 року президент Болгарії Румен Радев ветував надання Україні 100 БТР (однак згодом вето було подолане парламентом).
Торгівля з РФ і допомога у обході санкцій
У червні 2024 року стало відомо що Болгарія набуває ознак європейського офшору товарів для РФ. Експорт Болгарії до Киргизстану зріс на 1600%, згідно інформації від дослідника The Brookings Institution Робіна Брукса.

### Румунія
Поширення російської пропаганди
Джордже Сіміон — румунський політик, лідер праворадикальної та популістичної партії AUR. Він та члени його партії неодноразово звинувачувалися у пропаганді проти вакцинації, шовінізму по відношенню до угорців неофашизмі, підтримці РФ та антисемітизмі. З 2011 року невʼїзний в Україну — коли він зустрівся з агентом ФСБ у Чернівцях. Після повномасштабного вторгнення заявляв що Румунія не має постачати Україні зброю і дозволяти транзит західної зброї в Україну через свою територію.
Келін Джорджеску — румунський проросійський політик. В 2024 році в Румунії відбулися чергові президентські вибори, однак Конституційний суд Румунії анулював результати першого туру виборів через підозри у зовнішньому втручанні та маніпуляціях, що стосуються кандидата Джорджеску. У січні 2025 року назвав Україну «вигаданою державою» і заявив що поділ українських територій після завершення війни «обов’язково буде» і в України «немає іншого вибору».
У грудні 2024 року Конституційний суд Румунії за два дні до другого туру скасував результати першого туру президентських виборів, на яких перше місце зайняв проросійський кандидат Келін Джеорджеску. Згідно зі статтею 146, пунктом f Конституції Румунії, CCR «контролює дотримання процедур обрання Президента Румунії та підтверджує результати виборів». На основі цього положення суд і скасував увесь виборчий процес. «Причина скасування: Рішення ухвалене на тлі розсекречення інформації, наданої спецслужбами, яка вказує на втручання Росії у вибори». Румунські спецслужби дійшли висновку, що для просування Георгеску росіяни поширювали в країні фейкові новини і пропаганду. Окрім того, створювали в суспільстві протестні настрої й намагалися знизити рівень підтримки України владою Румунії. Після цього рішення багато блогерів та інфлюенсерів TikTok, які допомогли Дорджеску перемогти у першому турі виборів у Румунії, залишили країну.

## Шпигунство та напади

### Загальна інформація
У тих країнах що підтримують Україну (в першу чергу члени НАТО та ЄС), російський режим намагається поширювати пропаганду та займається шпигунством.
28 березня 2024 року речник міністра-координатора спеціальних служб Яцек Добжинський повідомив що спецслужби кількох країн ЄС, зокрема, Польщі та Чехії, викрили шпигунську мережу, фінансовану Кремлем, завданням російської агентури було популяризувати політику Росії в Європі та шкодити країнам і структурам ЄС передусім через поширення дезінформації, в тому числі щодо війни Росії проти України, ціллю було, зокрема, дискредитувати Україну.
1 квітня було опубліковане спільне розслідування The Insider, передачі 60 Minutes американського каналу CBS News та німецького видання Der Spiegel, згідно якого співробітники російської розвідки могли викликати «гаванський синдром» у американських та канадських дипломатів та працівників спецслужб.
5 травня згідно інформації у Financial Times стало відомо що європейські спецслужби попередили свої уряди про те, що РФ планує диверсійні дії на всьому континенті, оскільки зростає кількість доказів агресивніших і більш узгоджених зусиль щодо цього. Згідно інформації, опублікованій у New York Times наприкінці того ж місяця, РФ активізує диверсії у Європі для зриву військових поставок Україні. Західна розвідка відстежує збільшення диверсійних операцій низького рівня у Європі, які, на їхню думку, є частиною російської кампанії з підриву військової підтримки України.
21 червня за даними служб безпеки та розвідки Бельгії стало відомо що російські цивільні судна шпигують за інфраструктурою Північного моря. Згідно опублікованої інформації у Times, представники НАТО мають серйозні підозри, що Росія могла замінувати критично важливу підводну інфраструктуру Євросоюзу в Північному морі. Подібні побоювання ґрунтуються на даних, отриманих від компаній, що управляють ключовими нафтовими та газовими буровими установками, трубопроводами, електричними та телекомунікаційними кабелями.
14 липня Швейцарія звинуватила російського дипломата у шпіонажі та спробі закупити озброєння в обхід санкцій. 26 липня стало відомо що у Франції затримали російського кухаря, який працював на російські спецслужби та готував провокації під час олімпіади у Парижі.
1 серпня в Анкарі відбувся найбільший обмін з часів холодної війни великий обмін увʼязненими між Росією, США та чотирма європейськими країнами. Загалом в обміні взяли участь 26 вʼязнів із семи країн, були обміняні затримані російські шпигуни, кілери та хакер на увʼязнених російським режимом російських опозиціонерів та західних журналістів.
24 вересня Гельсінська комісія США заслухала свідків щодо масштабів російських підривних операцій. Було оприлюднено інформацію про десятки підривних операцій росіян за кордоном – вбивства, отруєння, організації вибухів, втручання у вибори, саботаж, про те як Кремль не приховує тих, кого на Заході вважають злочинцями, і просуває їх кар’єрними сходами, надає високі позиції в російських органах влади і навіть нагороджує дипломатичними позиціями. 20 жовтня стало відомо що Естонія створить великий резервний підрозділ для патрулювання кордону та протидії гібридним загрозам з боку Росії та Білорусі. За інформацією Міністерства оборони Естонії, Росія спільно з Білоруссю може активізувати гібридні атаки на східні кордони Європи в найближчі 10 років. Вся агресивна діяльність Росії у прикордонних регіонах пов’язана з запеклою війною на території України, а також спробами залякати Європейський Союз.
4 листопада 2024 року згідно інформації від видання The Wall Street Journal з посиланням на спецслужби західних країн, стало відомо що росіяни намагалися провести теракти на цивільних літаках що прямували до Сполучених Штатів та Канади за допомогою невеликих запалювальних пристроїв, відправлених через DHL.
4 грудня у МЗС Чехії нарахували до 100 підозрілих інцидентів в Європі, пов'язаних з РФ: «Цього року в Європі сталося 500 підозрілих інцидентів. До 100 з них можна віднести до російських гібридних атак, шпигунства, операцій впливу. Ми повинні послати потужний сигнал Москві, що з цим ми не будемо миритися» – наголосив очільник МЗС Чехії.
28 січня 2025 року представники НАТО підтвердили, що існувала російська схема вбивства Арміна Паппергера — генерального директора німецького концерну Rheinmetall, який виробляє зброю для України. Як сказав високопосадовець НАТО, вбивство керівника Rheinmetall було лише частиною плану РФ, який передбачав убивство керівників оборонної промисловості в усій Європі.
У лютому 2025 року стало відомо, що у російських шпигунських служб створений новий тіньовий підрозділ, який націлений на Захід та проводить таємні атаки по всій Європі та інших країнах. "«Відомий як департамент спеціальних завдань, він базується в штабі російської військової розвідки, розгалуженому комплексі зі скла та сталі на околиці Москви, відомому як Акваріум. Його операції, про які раніше не повідомлялося, включали спроби вбивства, диверсії та змову з метою встановлення запалювальних пристроїв у літаки».
22 травня 2025 року аналітичний звіт агентства кібербезпеки та захисту інфраструктури (CISA) Департаменту внутрішньої безпеки США повідомив що фінансована російською державою хакерська група з 2022 року веде масштабну кібератаку проти логістичних і технологічних компаній, пов’язаних із доставкою міжнародної допомоги Україні. Були атаковані щонайменше 13 країн членів НАТО та Україна. Того ж дня у розслідуванні The New York Times стало відомо що Бразильські спецслужби розкрили мережу з дев’яти законспірованих шпигунів. Бразилію використовували не як об’єкт шпигунства, а як конвеєр для створення правдоподібних легенд для агентів, яких потім відправляли в інші країни. 27 травня стало відомо що в Естонії проросійські політики хотіли створити свою структуру оборони за підтримки РФ, однак були увʼязнені в державній зраді та в ненасильницьких діях, спрямованих проти Естонської Республіки. 31 травня Служба безпеки та розвідки Фінляндії (Supo) звинуватила Іран у проведенні шпигунських операцій.

#### Напади на сили США та коаліції у Афганістані
Згідно розслідування The Insider, опублікованого 8 січня 2025 року, російське ГРУ фінансувало теракти в Афганістані. Росія намагалася втручатися в ситуацію в країні відразу після створення Тимчасової адміністрації Афганістану в грудні 2001 року. Росіяни пропонували фінансову винагороду, щоб спонукати бойовиків брати на себе більший ризик, нападаючи на американські цілі в Афганістані. Винагороди в середньому становили по $200 тисяч за кожного вбитого солдата США або коаліції (за афганських солдатів платили менше).

#### Атаки на інфраструктуру ЄС у Балтійському морі
7 жовтня 2023 року контейнеровоз прямував із російського Калінінграда до Санкт-Петербурга. У ніч на 8 жовтня датчики на газопроводі, важливому як для Балтійського регіону, так і для Фінляндії, показали витік газу. Пізніше фінська поліція виявила якір і сліди його волочіння по дну Балтійського моря. Китайська влада визнала пошкодження Balticconnector своїм кораблем і заявила про нещасний випадок, спричинений штормом. Однак відомо, що власник китайського судна був тісно пов'язаний із Росією.
6 вересня 2024 року у CNN була опублікована інформація про те що РФ сформувала таємний флот для атак на підводні кабелі Євросоюзу. Повідомляється що Росія розвиває спеціалізований військовий підрозділ, який може бути використаний для потенційних диверсій з метою пошкодження інфраструктури підводних кабелів.
17 листопада 2024 року китайське судно Yi Peng 3 кинуло якір, але залишалося на ходу у водах Швеції, незабаром після чого пошкодило перший кабель – між Швецією і Литвою. У цей час транспондер судна був вимкнений, а  продовжувало рух навіть тоді, коли якір значно зменшив його швидкість. 18 листопада, пройшовши понад 660 кілометрів, Yi Peng 3 перерізало другий кабель – між Німеччиною і Фінляндією. По тому судно почало рухатися зигзагами, підняло якір і продовжило рух. Кораблі ВМС Данії перехопили Yi Peng 3, зрештою змусивши його кинути якір у протоці Каттегат, яка з'єднує Балтійське і Північне моря. Огляд якоря і корпусу судна показав пошкодження, які свідчать про перетягування якоря і обриви кабелів.
15 грудня 2024 року стало відомо що Китайське судно, яке підозрюють у пошкодженні телекомунікаційних кабелів у Балтійському морі, діяло за вказівками російської розвідки. Як повідомило The Wall Street Journal, посилаючись на анонімні джерела, пов’язані з розслідуванням, російська розвідка наказала капітану судна пошкодити кабелі за допомогою якоря.19 грудня шведську поліцію допустили на борт китайського судна у справі про розрив кабелю. 25 грудня телекомунікаційні компанії Elisa Eesti і CITIC Telecom CPC повідомили про вихід з ладу трьох підводних кабелів зв'язку між Естонією і Фінляндією. Це сталося практично одночасно з пошкодженням енергокабелю EstLink 2, що з'єднує дві країни. 26 грудня Фінляндія взяла на абордаж та затримала танкер Eagle S, який підозрюється у пошкодженні підводного електрокабелю Estlink 2, який об’єднує країну з Естонією, згодом виявилося що російський танкер мав на борту шпигунське обладнання.
6 січня 2025 року стало відомо що Велика Британія очолить операцію «Північний вартовий» з моніторингу підводних загроз. 27 січня Шведський уряд затримав судно під мальтійським прапором, яке підозрюється у черговому пошкодженні підводного кабелю зв’язку днем раніше, який з’єднував Латвію та Швецію. 31 січня Норвегія затримала друге судно яке підозрюють у розриві кабелю поблизу Ґотланду яке відбулося 26 січня. 21 лютого було повідомлено що у Балтійському морі біля узбережжя Готланда знову було пошкоджено кабель C-Lion 1 між Фінляндією та Німеччиною. Наступного дня стало відомо що КМП США розгорнув БпЛА для захисту кабелів у Балтійському морі.
21 березня Німецька митниця конфіскувала танкер російського тіньового флоту Eventin разом із вантажем — приблизно 100 тисяч тонн сирої нафти вартістю майже €40 млн. 14 травня ВМС Естонії намагалися затримати танкер JAGUAR російського тіньового флоту, що йшов під прапором Габону через міжнародні води Фінської затоки до порту Приморськ. Естонці вимагали від екіпажу танкера змінити курс. В російському сегменті інтернету опублікували відео з рубки танкера, на якому показують дії ВМС Естонії. Для затримання російського судна залучили гелікоптер AgustaWestland AW139, літак M28 Skytruck та патрульний катер EML Raju. Росія підняла винищувач для прикриття танкера тіньового флоту, цей винищувач вторгся в повітряний простір Естонії. 23 травня стало відомо що російські Збройні сили почали супроводжувати танкери так званого «тіньового флоту», які проходять через Фінську затоку. 26 травня стало відомо що військово-морський флот РФ викрав вимірювальний буй Естонського інституту морських систем. Естонські вчені відстежили маршрут буя та встановили, що він перебуває у Калінінграді. Буй знаходився у винятковій економічній зоні Естонії в Балтійському морі. 31 травня стало відомо що у східній частині Балтійського моря росіяни почали глушіння та спуфінг сигналу GPS, що створило загрозу для цивільного судноплавства. Глушіння призвело до зникнення кораблів із радарів та порушень у навігації, що викликає занепокоєння серед країн Балтійського регіону.
У червні 2025 року в Швеції почали розслідувати серію випадків пошкодження веж зв’язку, які можуть бути проявом системної диверсійної діяльності. Йдеться про близько 30 інцидентів, пов’язаних з обладнанням на вежах зв’язку. У всіх випадках зловмисники перерізали кабелі та пошкоджували важливі елементи, не викрадаючи при цьому жодного обладнання. «Спільним знаменником» для усіх випадків була їхня географічна близькість до траси E22, що проходить уздовж східного узбережжя Швеції. 12 червня стало відомо що масштаб блокування Росією сигналів глобальної супутникової системи навігації GPS на Балтиці розширюється. 17 червня ВМС Данії розгорнули надводні дрони Voyager для патрулювання Балтійського та Північного морів на тлі напруженості в регіоні. 1 липня стало відомо що Німеччина збільшує перевірки, щоб посилити тиск на тіньовий флот Росії. 2 липня дослідники з Морського університету Ґдині та Німецького центру авіації та космонавтики (DLR) за допомогою наземних станцій моніторингу та аналізу авіаційних даних точно локалізували джерела радіоперешкод, які порушують роботу GPS над Балтійським морем. Вони встановили, що сигнали виходять із Калінінградської області — з території біля антенного комплексу Окунєво та з району Балтійська, де дислоковані російські частини радіоелектронної боротьби. 16 липня Європейський Союз анонсував санкції проти російських фізичних осіб та організацій, діяльність яких спрямована на глушіння GPS у Європі. Санкції також охоплюють особовий склад російських військових частин — насамперед 841-го окремого центру радіоелектронної боротьби та двох високопоставлених членів його персоналу, які контролюють операції в Калінінградській області. У липні 2025 року в Литві повідомили про рекордну кількість перешкод GPS-зв'язку що поширювалися з Калінінградської області РФ. 7 серпня стало відомо що на початку місяця поблизу Ніди в територіальні води Литви, ймовірно, проник підводний дрон з боку Росії, литовський патрульний катер переслідував цей об’єкт.

### У окремих країнах

#### У Німеччині
14 грудня 2023 року стало відомо що німецький військовий (52-річний полковник Бундесверу Карстен Л.), який очолював відділ безпеки Федеральної розвідслужби Німеччини, протягом певного часу продавав ФСБ секретні розвіддані про Україну за 800 тисяч євро. Разом з ним судять торговця алмазами та екс-рядового бундесверу Артура Е.
У лютому 2024 року у виданні Bild була озвучена інформація, що російські спецслужби та їхні агенти можуть готувати операції з викрадення і навіть вбивства своїх громадян за кордоном. 19 березня 2024 року стало відомо що прокуратура Німеччини висунула звинувачення офіцеру агентства військових закупівель країни у спробі передати секретну інформацію російській розвідці.
18 квітня у Німеччині було затримано ймовірних російських агентів, що планували серію диверсій на військових об’єктах в інтересах російських спецслужб. Один із затриманих, 54-річний німецький офіцер Бундесверу, якого звинувачують у шпигунстві на користь Росії, пояснив свої дії страхом ядерної війни. У квітні колишній співробітник ультраправого політика з партії AfD, Максиміліана Кра — Цзянь Г., був заарештований у квітні за підозрою у шпигунстві на користь КНР. 21 червня з підозрою у шпигунстві були затримані троє осіб — громадян РФ, України та Вірменії, згідно інформації від генпрокуратури Німеччини.
11 липня США та Німеччина зірвали російську змову щодо вбивства генерального директора виробника зброї, який відправляв боєприпаси в Україну, директора німецького концерну Rheinmetall Арміна Паппергера, найбільшого виробника артилерійських снарядів. 17 липня у Штуттгарті відправили за ґрати подружню пару із громадянством ФРН та Росії, які займались експортом до Росії компонентів для БпЛА. 21 липня стало відомо що «Російський дім» у Берліні звинуватили у шпигунстві та поширенні пропаганди. 31 серпня Міністр оборони Естонії припустив, що за вибухами на військовому заводі Diehl стоїть ФСБ.
1 жовтня у Німеччині затримали громадянку КНР за підозрою у шпигунстві. ЇЇ заарештували в Лейпцигу, де вона працювала в аеропорту. Висунуто звинувачення у передачі інформації про перевезення військової техніки іншому підозрюваному агенту Китаю. 27 листопада польські спецслужби затримали громадянина Німеччини, який торгував обладнанням, що постачалося до Росії та використовувалося для виробництва озброєнь.
26 червня 2025 року в місті Ерфурт підпалили військові вантажівки із символікою Бундесверу. 21 липня було повідомлено що кількість підозрілих випадків за останні 12 місяців фактично подвоїлася, а російські спецслужби діють дедалі агресивніше, використовуючи тактику, характерну ще для часів Холодної війни, та розширюючи арсенал засобів впливу. Військова контррозвідка зазначає, що російські агенти проникають до Німеччини через треті країни, намагаючись встановити контакт із громадянами з російським походженням, переселенцями та особами, які мають особисті чи ділові зв’язки з Росією.

#### У Польщі
11 травня 2025 року прем’єр-міністр Польщі Дональд Туск заявив, що масштабна пожежа у торговому центрі Marywilska у Варшаві, що сталася торік у травні, була наслідком підпалу, організованого російськими спецслужбами.

#### У Чехії
29 квітня 2024 року слідство в Чехії підтвердило, що вибухи на складах зброї в селі Врбетіце у 2014 році влаштували співробітники російської військової розвідки ГРУ. Головною їхньою метою був зрив доставки зброї та боєприпасів в Україну та Сирію. Справу, однак, закрили — РФ відмовилася співпрацювати з чеським слідством. Журналісти-розслідувачі у квітні 2021 року писали, що вибухи організував підрозділ ГРУ 29155, а операцією керував генерал Андрій Аверʼянов. У цій справі викрили родину російських емігрантів, що переїхала до Чехії на початку 2000-х років, яка причетна до скоєння низки вибухів та отруєнь.

#### У Словаччині
29 жовтня 2024 року у словацькому місті Снина напередодні сталася пожежа у приміщенні підприємства компанії ZVS Holding, яка виробляє артилерійські снаряди, зокрема, для України.

#### У США
29 квітня 2024 року у США до 21 року  ув’язнення засудили 32-річного Джареха Себастьяна Далке за спробу передати секретну інформацію Національної оборони (NDI) агенту РФ. 18 липня у Сполучених Штатах засудили росіянина до трьох років позбавлення волі за контрабанду американської електроніки подвійного призначення до РФ. 22 вересня стало відомо що російські спецслужби збільшили свою присутність у Мексиці для проведення шпигунських операцій проти США.

#### У Великобританії
27 лютого 2024 року У Великій Британії була викрита група людей (шість вихідців з Болгарії), які, за даними правоохоронців, займалися збором розвідувальної інформації на користь Росії. У квітні того ж року двох британців звинуватили у роботі на російські спецслужби після підпалу об’єкта двох компаній у Лондоні, які пов’язані з Україною. 22 листопада у Британії затримали чоловіка що підпалював повʼязаний з Україною бізнес в інтересах РФ, британець зізнався, що здійснив підпал лондонської комерційної нерухомості, пов'язаної з Україною, і що він отримав гроші від іноземної розвідки у справі, яку прокуратура пов'язує з Росією.
У квітні 2025 року на першій шпальті The Sunday Times відбулося розслідування під заголовком «Секретна війна Росії у британських водах». У ньому стверджувалося, що російська розвідка вивчає британську підводну інфраструктуру та може перейти до актів саботажу. Times також писала, що британські військові мають докази того, що супер'яхти російських олігархів використовуються для шпигунства.
У статті йшлося про те, що шпигунські пристрої були встановлені вздовж узбережжя Шотландії, у тому числі на підводних секціях вітряних електростанцій, і що їхня мета — визначити місцезнаходження підводних човнів типу Vanguard, які несуть ядерний арсенал Великобританії. Усі джерела у статті – анонімні. Британське військове відомство не підтверджувало цієї інформації.
«Це доказ того, що ми ведемо з Росією війну в сірій зоні», - відреагував на публікацію Тобіас Еллвуд, колишній заступник міністра оборони Британії. Еллвуд заявив, що Росія також розмістила біля британських берегів платформи, від яких можуть заряджатися надмалі підводні човни, які збирають інформацію про підводні кабелі або потенційно готують диверсії.
18 липня 2025 року стало відомо що Лондон ввів санкції проти 18 співробітників Головного управління Генштабу ЗС РФ та трьох його підрозділів, які діяли проти Великої Британії та інших західних країн. В оприлюдненому списку особи, які чинили диверсії для перешкоджання західній допомозі Україні, зламували телефон доньки колишнього російського розвідника Сергія Скрипаля, якого потім разом з нею отруїли «новічком», які наводили ракети на театр у Маріуполі в 2022 році, які організовували підпали у Британії та ін.

#### У Франції
13 травня 2025 року французькою розвідкою було оприлюднено дані про масштабну шпигунську та диверсійну діяльність Росії проти Франції. Видання L’Express опублікувало деталі 16-сторінкового звіту під назвою «Російські загрози та дії проти Франції». У документі йдеться про кібератаки, шпигунство, диверсії та спроби впливу на політичні процеси. Після вторгнення в Україну Росія діє дедалі агресивніше. Французька розвідка стверджує, що РФ допомагає Ірану з розробкою ракет, які потенційно можуть досягти Франції.

#### У інших країнах
13 лютого 2024 року в іспанському муніципалітеті Вільяхойоса було розстріляно російського капітана Максима Кузьмінова, який у серпні прилетів в Україну на своєму бойовому гелікоптері Mi-8. Згідно інформації оприлюдненій в іспанських ЗМІ, іспанські спецслужби переконані, що саме Москва відповідальна за вбивство російського пілота. 3 травня спецслужби Норвегії викрили масову роботу російських шпигунів і диверсантів, про це розповів у інтерв'ю NRK керівник PST у Західній Норвегії. 21 травня у Польщі заарештували дев’ятьох осіб за підозрою у роботі на російські спецслужби та скоєнні низки диверсій на території країни. У червні стало відомо що екс-начальник генштабу Молдови Ігор Горган був інформатором ГРУ Росії, у своїх доповідях росіянам він неодноразово повідомляв інформацію щодо війни в Україні. У липні двоє австралійських громадян російського походження стали першими людьми, звинуваченими у шпигунстві в Австралії відповідно до законів про іноземне втручання, запроваджених у 2018 році. Того ж місяця в Іспанії заарештували трьох проросійських хакерів за ймовірні кібератаки проти Іспанії та інших країн НАТО з терористичною метою. 1 вересня у норвезьких територіальних водах знайшли мертвим кита-білуху, на ім’я Хвалдімір, якого підозрювали у шпигунстві на Росію, через закріплену на ньому відеокамеру. 18 вересня у Вірменії запобігли спробі держперевороту з російським слідом. Слідчий комітет Вірменії заявив про порушення кримінальної справи про спробу узурпації влади, відомство стверджує, що обвинувачені проходили підготовку на території Росії.
4 січня 2025 року в Італії було затримано колишнього російського військового, бойовика терористичної організації ПВК «Вагнер», який нелегально пробрався в країну, та мав при собі паспорти, гроші та дрони.
8 березня троє громадян Болгарії, яких підозрювали в таємній співпраці з Росією, отримали вирок за шпигунство. Це рішення було прийняте після судового процесу, під час якого стало відомо, що вони брали участь у низці змов по всій Європі, керованих утікачем із Москви. 13 березня польська прокуратура затримала диверсанта, який підозрюється у скоєнні підпалів у Варшаві на замовлення російських спецслужб. 19 червня 2025 року стало відомо що Національна розвідувальна служба Аргентини (SIDE) викрила російських шпигунів, які займалися створенням мережі впливу на користь Москви. Ця група складалася з громадян РФ та місцевих. Їхнім основним завданням були дезінформаційні кампанії та спроби вплинути на внутрішні процеси в країні.

## Інші країни

### Сирія
Впродовж російського вторгнення режим Асада у Сирії залишався одним із основних покупців зерна, вкраденого РФ на окупованих українських територіях. В Україні зерно вантажилося у портах Бердянська та Севастополя і прямувало у Тартус.
Режим Башара аль-Асада неодноразово поширювало тези російської пропаганди, піддавало сумніву суверенітет України та закликало до припинення звільнення українських територій, поширювало російське колоніальне бачення української історії. 30 червня 2022 року Україна розірвала дипломатичні відносини з Сирією, запровадила торговельне ембарго та інші економічні санкції щодо сирійських юридичних та фізичних осіб, у відповідь на визнання Сирією «незалежності» так званих «ЛНР/ДНР».
12 лютого 2024 року стало відомо що Сирія на базі військового аеродрому готує російських операторів БпЛА.
У березні 2024 року Башар Асад привітав Путіна з черговим переобранням на псевдовиборах. 21 квітня в інтерв'ю російським пропагандистам на телебаченню, Башар Асад заявив що ЗС РФ одержать перемогу у війні проти України, після чого Росія і знову об'єднає братні народи, а українців звинуватив у нацизмі.
У грудні 2024 року відбулося повстання в Сирії яке поклало край режиму Башара Асада. 22 січня 2025 року стало відомо що нова влада Сирії розірвала інвестиційну угоду з російською компанією про управління портом Тартус, де розташована єдина закордонна військово-морська база РФ.

### Непал
Згідно інформації CNN, станом на лютий 2024 року, РФ завербувала до 15 000 непальців на війну проти України. Непальська депутатка і колишня міністерка закордонних справ Бімала Рай Паудьял заявила у четвер у верхній палаті парламенту округу, що від 1 4000 до 15 000 непальців воюють на лінії фронту в Україні, посилаючись на свідчення чоловіків, які повернулися із зони бойових дій, і закликала російську владу надати ці цифри. Також відомо про щонайменше 12 знищених громадян Непалу станом на цей же місяць.

### Сербія
Сербія є єдиною європейською країною, яка досі не запровадила обмеження щодо Росії через повномасштабне вторгнення в Україну, також Сербія активно купує зброю як у Росії. Також Сербія є єдиною країною-спостерігачем при ОДКБ.
У журналістському розслідуванні що вийшло у квітні 2025 року стало відомо що російські еліти під час війни Росії проти України масово отримують паспорти Сербії з безвізовим доступом до ЄС. За даними журналістів, серед них — спецпризначенець ФСБ, друг помічника російського диктатора Миколи Патрушева, виробники ядерної зброї та наближений до ставленика Кремля в Чечні Рамзана Кадирова. Від початку 2022 року до квітня 2025 року уряд у Белграді підписав укази про прийняття 204 росіян до громадянства Сербії з формулюванням «в інтересах республіки».
Участь громадян Сербії у вторгненні в Україну
Відомо щонайменше про 11 знищених сербів станом на січень 2025 року, та ще двох за період 2014—2022 років.
Поширення російської пропаганди
У звіті, опублікованому в березні 2022 року, було зазначено наступне: «Росія бере участь у дезінформації безпрецедентного масштабу як у традиційних ЗМІ, так і на платформах соціальних мереж, щоб ввести в оману своїх громадян вдома та міжнародну спільноту напередодні та під час її агресивної війни проти України, яку розпочала Росія 24 лютого 2022 року, доводячи, що навіть інформація може бути використана як зброя».
4 січня 2024 року вболівальники футбольного клубу Црвена Звезда висловили підтримку дій РФ в ході перфомансів під час матчу.

#### Постачання товарів для російського ВПК
«ВНДІР-Прогрєс», серед продукції якого є засіб РЕБ «Комета» (а також спеціальне електричне обладнання, яке встановлюють у танки, броньовані та інші транспортні засоби, морське обладнання, яке використовується для підводних човнів та військових кораблів, навігаційне обладнання) контролюється сербсько-російським бізнесменом Ненадом Поповичем — власником компанії «АБС Електро», яка станом на 2022 рік володіє компаніями «ВНДІР». Ненад також є лідером проросійської Сербської народної партії, як політик, він просуває ідеї зближення з росією. Попович підтримує збройну агресію росії проти України, а у 2017 році відвідав окупований росіянами Крим.

### Туреччина
Торгівля з РФ і допомога у обході санкцій
У листопаді 2023 року стало відомо що за перші 9 місяців 2023 року Туреччина відзвітувала про експорт 45 товарів, які США визначили як «високопріоритетні», на суму 158 млн доларів до РФ та п'яти колишніх радянських республік, які підозрюються в тому, що вони виступають посередниками РФ. Це втричі більше, ніж за аналогічний період 2022 року, коли почалася велика війна в Україні. При цьому середній показник за 2015-2021 роки становив 28 млн дол. 45 категорій товарів, зокрема, включають мікрочипи, комунікаційне обладнання та інші деталі, такі як оптичні приціли, і які підлягають експортному контролю США, ЄС, Японії та Великої Британії.
Згідно матеріалу, опублікованого у вересні 2024 року, Туреччина задіяна у імпортері українського зерна, яке продає РФ з окупованих українських регіонів в Іран та Ємен.
У жовтні 2024 року уряд Туреччини вперше заблокував постачання до Росії товарів західного виробництва, які можуть використовуватися для виробництва озброєння. Про це було написано у Financial Times, згідно видання Анкара офіційно не оголошувала про обмеження, це сталося після того, як Сполучені Штати пригрозили Туреччині, яка не приєдналася до західних санкцій, наслідками за підтримку російського ВПК. У грудні 2024 року стало відомо що РФ, за допомогою вантажних літаків Іл-76 налагодила повітряний міст з Лівією, який проходить через територію Туреччини.
Поширення російської пропаганди
У березні 2024 року влада Туреччини привітала Путіна з черговим переобранням на псевдовиборах.

### Мексика
24 січня 2024 року стало відомо що у Мексиці для ремонту Мі-17-1В обрали компанію пов’язану з РФ — із компанією Trans-Ce Cargo S.A. укладено прямий контракт на ремонт гелікоптерів.

### Тайвань
У листопаді 2024 року Тайвань припинив експорт верстатів до Росії, це сталося після посилення правил експортного контролю.
4 січня 2025 року стало відомо що Тайванська компанія TRC на замовлення РФ виготовляє та модифікує сервоприводи для управління модулями УМПК які перетворюють некеровані бомби у високоточні плануючі.

### Ізраїль
У 2024 році з Ізраїлю в Росію було поставлено металообробних інструментів на суму понад 10 мільйонів доларів – ними активно користувалися компанії російського ОПК.
Серед імпортованої до Росії продукції єроці фрези, свердла, різці, державки, зокрема з надтвердих сплавів і металокераміки, а також інструменти для шліфування, точіння канавок та інші види високоточного оснащення. Серед компаній – Carmex, EROJET, ISCAR, Vargus

### Південна Корея
У травні 2025 року на російських підприємствах, де виготовляють бойові дрони «Ланцет» і пускові установки до ракет «Іскандер», виявили верстати південнокорейської компанії DN Solutions.